# 恩維爾·霍查
恩維爾·霍查（1908年10月16日—1985年4月11日），阿爾巴尼亞革命家、思想家、政治家，霍查主义的主要创立者，曾任阿爾巴尼亞勞動黨中央委員會第一書記和阿尔巴尼亚部长会议主席，掌權长達40年之久。
霍查是阿尔巴尼亚劳动党、阿尔巴尼亚社会主义人民共和国和阿尔巴尼亚人民军的缔造者，曾在第二次世界大战领导阿尔巴尼亚抵抗者先后抵抗法西斯意大利占领军和纳粹德国占领军，后领导阿尔巴尼亚人民建立社会主义制度，使阿尔巴尼亚这一落后贫穷的巴尔干小国发生巨大的社会经济变革。
霍查以在国内残酷清洗政治异己（打倒多个“反党集团”，清洗大批党政军干部）、在国际上和盟友（南斯拉夫、苏联、中国）决裂并攻击各国各党领导人著称。
霍查的一系列政治观点和主张被称为霍查主义，该理论自称继承斯大林主义的衣钵，猛烈抨击帝国主义以及各种“修正主义”（尤其是被其称之为“披着反修外衣的新修正主义”的毛主义），其影响持续至今。在国际共运中奉行霍查主义意识形态的政党、组织和个人被称为“霍查派”，他们于1994年成立国际组织马列主义政党和组织国际会议 (团结和斗争)。
霍查于执政后期，主持制定阿尔巴尼亚1976年宪法，宣布消灭国内一切宗教、税收和内外债，还宣称阿尔巴尼亚为“世界上第一个无神论国家”和“世界上唯一的社会主义国家”。

## 早年

### 出生背景

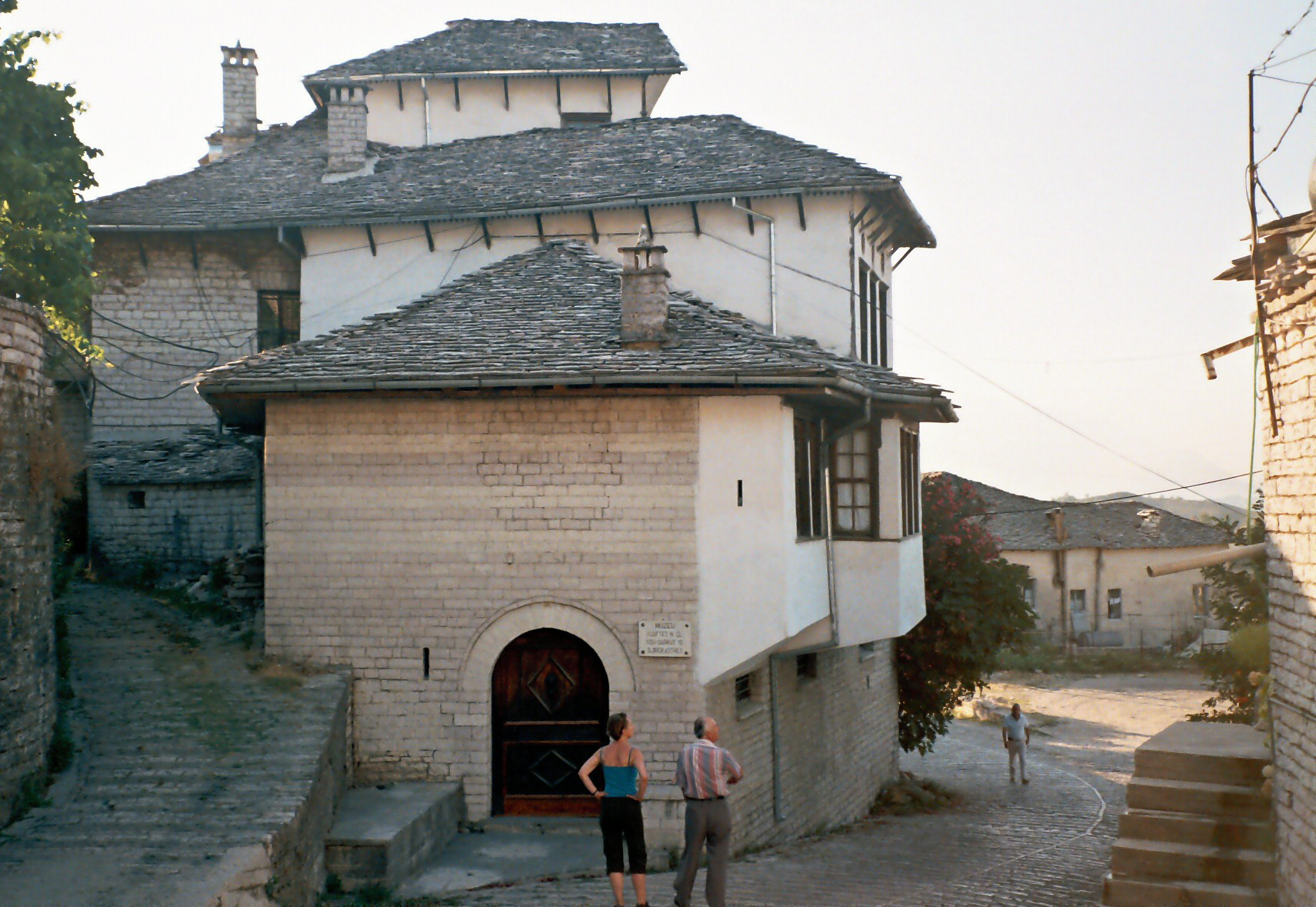
霍查在吉诺卡斯特的故居（现为博物馆）

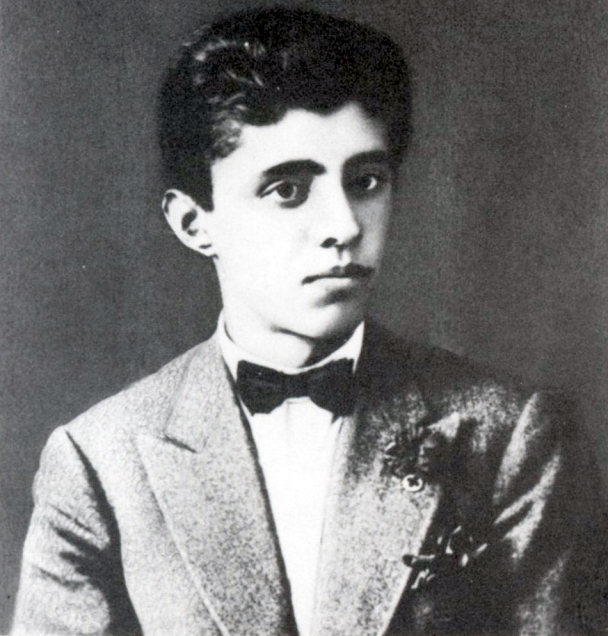
1927年的霍查

1908年10月16日，恩维尔·霍查出生於当时由奥斯曼帝国统治的阿尔巴尼亚南部小城吉诺卡斯特的一个托斯克穆斯林（什叶派拜克塔什教团）家族。他的近几代祖先中有几位担任过伊斯兰教神职人员——霍查（阿訇），所以这一家族便姓霍查。:124
恩维尔的父亲哈利勒·霍查是个布匹商人，沉默寡言，安分守己。他同时也是个十分虔诚的穆斯林，成天读古兰经，研究阿拉伯语。他不善经商，因而门庭冷落。后来不得不带着较大的儿子去美国谋生五年。母亲居莱·霍查是个普通的家庭妇女，总是戴着面纱，操持家务。哈利勒和居莱生有8个孩子：5个女儿和3个儿子。2个女儿和1个儿子产后就夭折了。恩维尔小时候，刚上学时也差点死去，躺在床上高烧不退，抽风，医生也无计可施。可是后来发生了奇迹，恩维尔活了过来。:124
恩维尔的叔父希森·霍查对他的一生影响很大。希森有11个女儿，却没有儿子。恩维尔的父亲去美国后，留在阿尔巴尼亚的小儿子恩维尔便处于希森的照管之下。恩维尔的父亲去世后，希森更是成为他家的主心骨，并把他视为己出，疼爱有加。在他的家族乃至当地，希森的表现非常另类。希森受过良好教育，具正直品格，追求民主，关心政治，担任过吉诺卡斯特市长。希森还是无神论者，从不去清真寺，也从不祈祷，更不在斋月禁食。据恩维尔回忆，他小时候希森就教他不要信伊斯兰教，影响了他年轻时个性的形成。恩维尔说：“叔父是我的第二父亲。”:124-125
恩维尔读书的第一所小学是穆斯林的寺院小学，教师是一位毛拉。后来，他转到新开办的“光明”小学。小学的学习条件十分简陋，主要课程是阿尔巴尼亚语和土耳其语，课本是在国外印刷的，内容是阿尔巴尼亚民族主义诗人歌颂祖国、民族和自由的诗歌。小学毕业后，恩维尔进入新开办的吉诺卡斯特中学。校长是法国人，另有几位法国教师，除阿尔巴尼亚语课和数学课外，一律用法语讲课。法国教师给学校带来新的教学方法，给学生们带来各种书籍和新式教具。恩维尔学习非常用功，成绩优异，并且是各种课外活动和社会活动的积极分子。16岁时，恩维尔参与创建吉诺卡斯特学生协会，并担任书记。该协会曾参与游行示威，抗议国王索古一世实行君主专制，后被政府取缔。由于吉诺卡斯特中学没有高年级班，中学的最后两年，恩维尔转入法国人开办的科尔察中学继续学业。在那里，恩维尔学习了法国历史、文学和哲学，并第一次阅览了《共产党宣言》，在人文科学方面打下了扎实的基础，最终以优异的成绩毕业。:15

### 留学经历

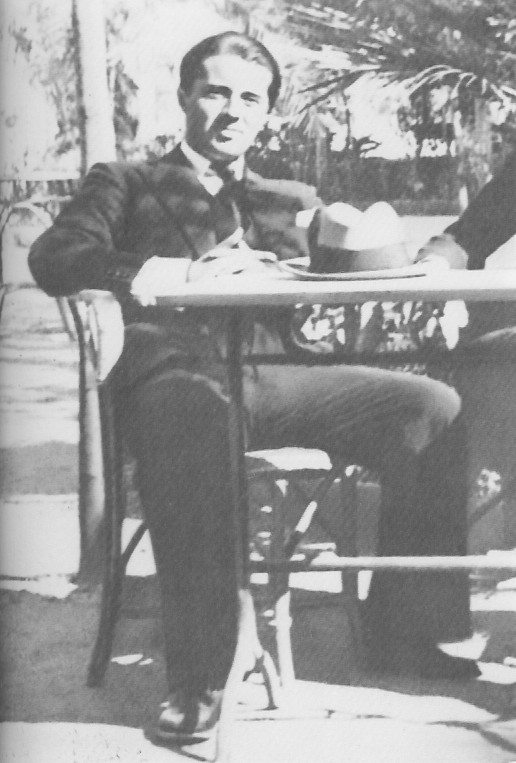
1933年在法国留学时的霍查

1930年，恩维尔·霍查完成他在阿尔巴尼亚的学业之后，在阿尔巴尼亚王太后莎迪耶·托普坦尼为自然科学方面的专业提供的奖学金的赞助下，霍查作为公费留学生到法国蒙彼利埃大学学习自然科学。到法国后，霍查参加由法国共产党组织的工会举办的课程和会议，却放弃攻读哲学和法律学位的打算。由于缺乏对生物学的兴趣，霍查没有通过任何一门大学考试，于1933年失去公费留学生资格和阿尔巴尼亚国家奖学金的资助。于是，霍查退学并离开蒙彼利埃，去了巴黎，到巴黎大学旁听哲学课程。然而，他的学业还是一塌糊涂，因此没有参加任何考试。那时，他化名“卢洛·马勒索里”在法国共产党机关报《人道报》上发表文章，批評阿爾巴尼亞王室和政府，还参加教授他法律的拉扎尔·丰多领导的阿尔巴尼亚共产主义小组。:15-16
1934年—1936年，霍查到阿尔巴尼亚驻布鲁塞尔领事馆担任秘书，进入阿尔巴尼亚王太后的私人办公室工作。同时，他在布鲁塞尔自由大学学习法律课程，但没有取得文凭。在比利时工作期间，霍查仍然保持和在法国期间认识的共产党人的密切联系。后来，由于霍查把马克思主义资料和书籍放在办公室被领事发现，被开除公职。1936年，在国外没有获得任何学位的霍查回到阿爾巴尼亞。:16
霍查在国外的广泛阅历使他能够流利地讲法语，并掌握意大利语、塞尔维亚-克罗地亚语、英语、俄语。所以，后来他担任领导人时，经常直接引用《世界报》《国际先驱论坛报》上的文章作为政论的论据。:16

### 战争经历

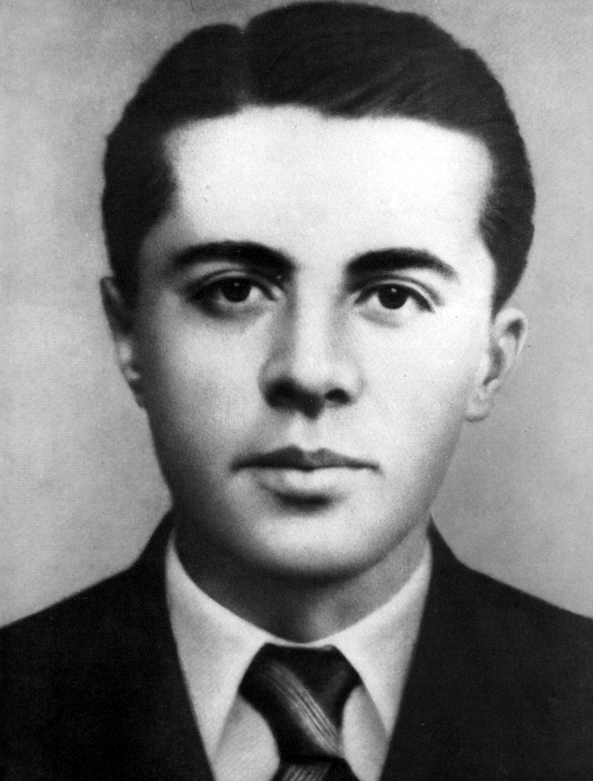
1941年的霍查

1936年，霍查回到阿尔巴尼亚，他在位于故乡吉诺卡斯特的爱国者巴约·托波里的墓前宣誓说，他和所有青年将“为一个更美好的阿尔巴尼亚”、“为祖国的昌盛”、“为民族的真正团结”而奋斗。:233-234之后，他在科爾察的文法学校担任法语教師，并参与科尔察共产主义小组的活动。1939年4月7日，義大利入侵阿尔巴尼亚，4月10日全境被義大利王國吞并，佐格一世逃亡英國。義大利國王兼任阿爾巴尼亞國王，形成君合國。意大利在阿尔巴尼亚扶植了穆斯塔法·梅尔利卡-克鲁亚傀儡政权。由于参与组织反法西斯示威游行，并拒绝加入阿尔巴尼亚法西斯党，霍查失去了教职并被禁止再次从事教师职业。不久，霍查接受科尔察共产主义小组的派遣，前往地拉那从事反義大利斗争。霍查在地拉那开办“发罗拉”烟店，作为从事秘密工作的掩护，将那里发展成了共产主义者的一个重要活动据点。1940年－1941年初，霍查走访了斯库台、都拉斯、费里、吉诺卡斯特、库乔韦等地，同各地的共产主义小组取得联系。1941年10月28日，霍查在地拉那组织了大规模的反法西斯示威游行。意屬阿爾巴尼亞当局下令逮捕霍查，并缺席判处他死刑，但是始终没能抓到他。:16
1941年10月，南斯拉夫共产党领导人约瑟普·布罗兹·铁托派遣米拉丁·波波维奇和杜尚·穆戈沙前往阿尔巴尼亚，设法将这个国家许多分散的、弱小的共产主义小组合并为一个统一的党组织。同年11月8日—14日，科尔察、斯库台和“青年”等3个共产主义小组在地拉那召开代表会议，决定合并各共产主义小组，成立阿尔巴尼亚共产党。会议选举了由7人组成的临时中央委员会为党的领导机构，虽然没有规定任何人为书记，但霍查受委托领导临时中央委员会。阿共最初只有130名党员，并受南共控制。阿尔巴尼亚共产党的战略目标是：“为争取阿尔巴尼亚人民的民族独立，为在摆脱在意大利法西斯主义控制下的阿尔巴尼亚建立人民民主政府而斗争。”:126:61-69
阿尔巴尼亚共产党成立后，立即投入到抵抗运动中，反對義大利王國和與之合作的阿爾巴尼亞人士。阿共开展了卓有成效的宣传鼓动。“消灭法西斯，自由属于人民！”这一口号成了抵抗运动的基本口号。:731942年9月16日，建立反法西斯民族统一阵线的民族解放会议在佩萨举行，霍查在会上作《民族解放会议是阿尔巴尼亚人民团结和斗争的机构》的报告，并当选为民族解放运动总委员会委员。:84-96
1943年3月17日，阿尔巴尼亚共产党第一次全国代表会议召开，号召阿尔巴尼亚人民积极参加游击队，扩大武装斗争，进行总起义。霍查在会上当选为阿尔巴尼亚共产党总书记。在会议结束后的不到三个月的时间内，游击队人数翻了一番。游击队在全国各地接连给予駐阿爾巴尼亞的意大利军队打击，仅在佩尔梅特的战斗中，就有五百多名意军被击毙。4月，阿尔巴尼亚最高民族解放会议召开，会上决定建立“民族解放军总司令部”。7月10日，总司令部成立，霍查任政治委员。:109-111

1943年，随着贝尼托·墨索里尼的法西斯政权倒台和意大利投降，意大利在阿尔巴尼亚建立的军队和警察机构土崩瓦解，義大利的投降使納粹德國開始進駐義大利和其在欧洲的占领区。阿尔巴尼亚民族解放军沉重地打击了五个意大利师，並吸引了许多年轻人加入。阿尔巴尼亚共产党控制了阿尔巴尼亚南部除发罗拉以外的所有城市。与此同时，阿尔巴尼亚民族解放军和代表阿尔巴尼亚保守势力的国民阵线发生了内战。但在阿尔巴尼亚民族解放军企图拿下首都地拉那以前，另一股勢力在阿尔巴尼亚出現，即義大利昔日的盟國纳粹德國。德軍发动軸心行動占領投降的義大利及其殖民地，包括出动伞兵空降地拉那，并占领阿尔巴尼亚全境。德軍比意軍更为善战，把民族解放军赶进南部山区，还扶植了梅赫迪·弗拉舍里傀儡政权。国民阵线也参加了傀儡政权，并同德军合作打击民族解放军。:121-131

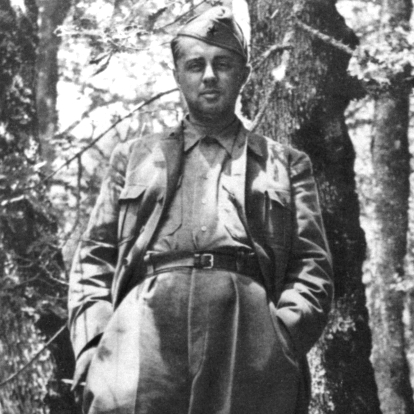
1944年，领导游击战争时的霍查

1944年4月，在英国的武器援助下，阿尔巴尼亚民族解放军转入反攻。5月，阿尔巴尼亚抵抗力量建立“反法西斯民族解放委员会”作为临时行政和立法机构，霍查任执行委员会主席和民族解放军最高司令。8月底，民族解放军解放了大部分国土，随后他们向城市展开进攻。10月，发罗拉解放。10月20日，举行了佩尔梅特代表大会，决定把反法西斯民族解放委员会改組為阿尔巴尼亚民主政府，年仅36岁的霍查獲推举为临时總理，这是霍查执掌政权的开始。会议结束后，民族解放军在盟军空军的掩护下，经过19天的战斗，解放了首都地拉那。11月29日，又解放了斯库台，至此，民族解放軍掌控了阿尔巴尼亚全境。随后，民族解放军在科索沃协助南斯拉夫人民解放军击溃了国民阵线武装，又在波斯尼亚的维舍格勒歼灭了残余德军。:155、162
1945年元旦，时年36岁的霍查与23岁的涅奇米叶·朱格林尼结为伉俪。

## 政坛生涯

### 概述

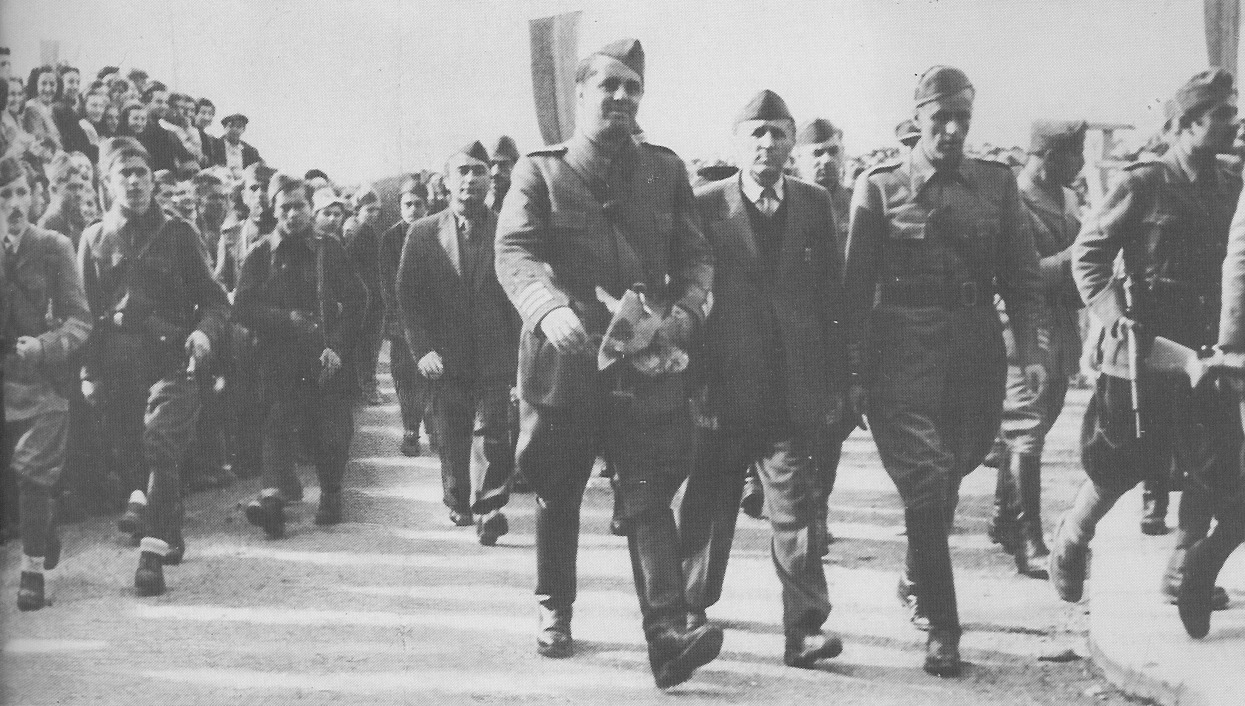
1944年地拉那從納粹德國手中奪回时的霍查（居中者）

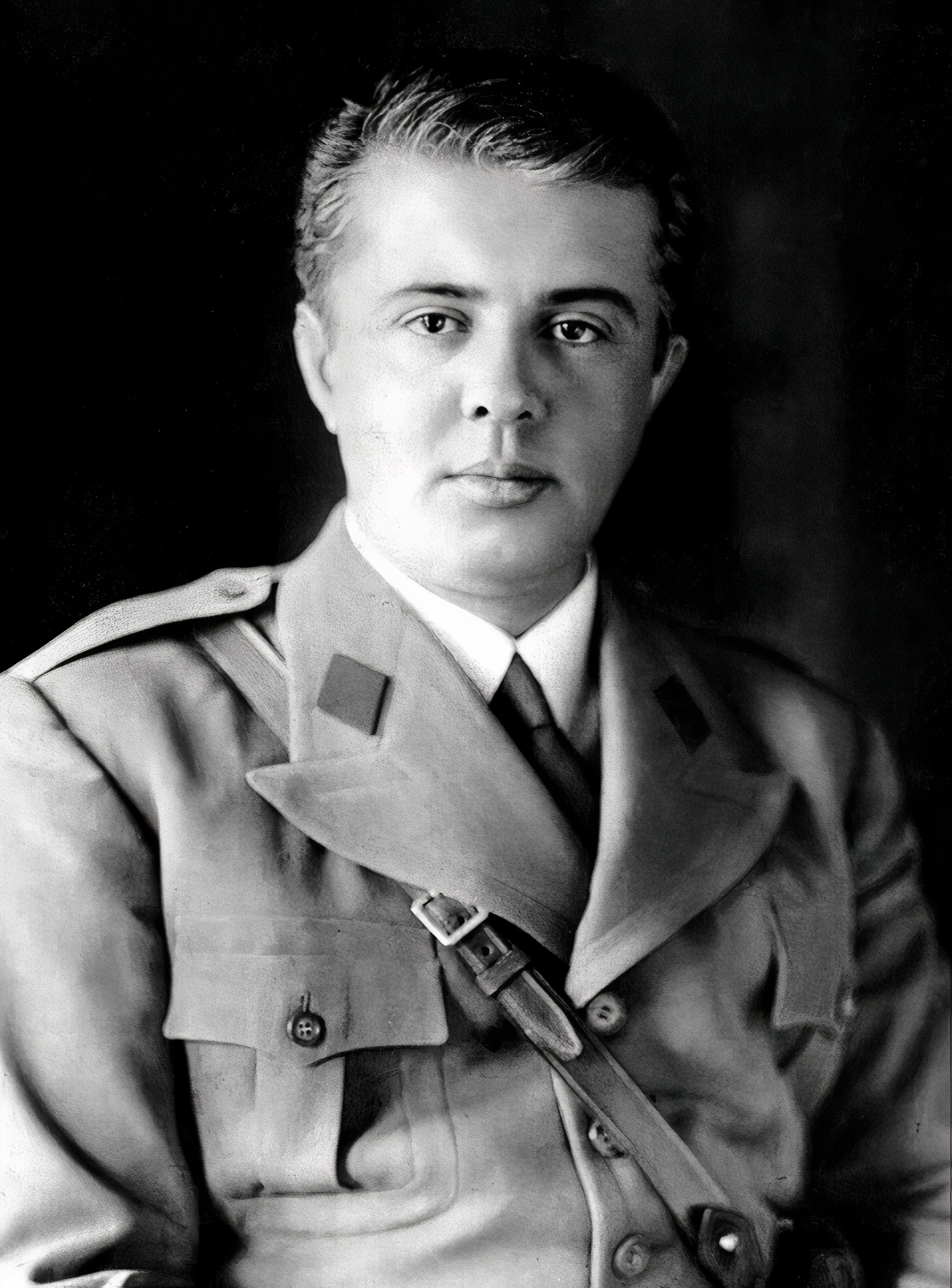
穿军裝的霍查

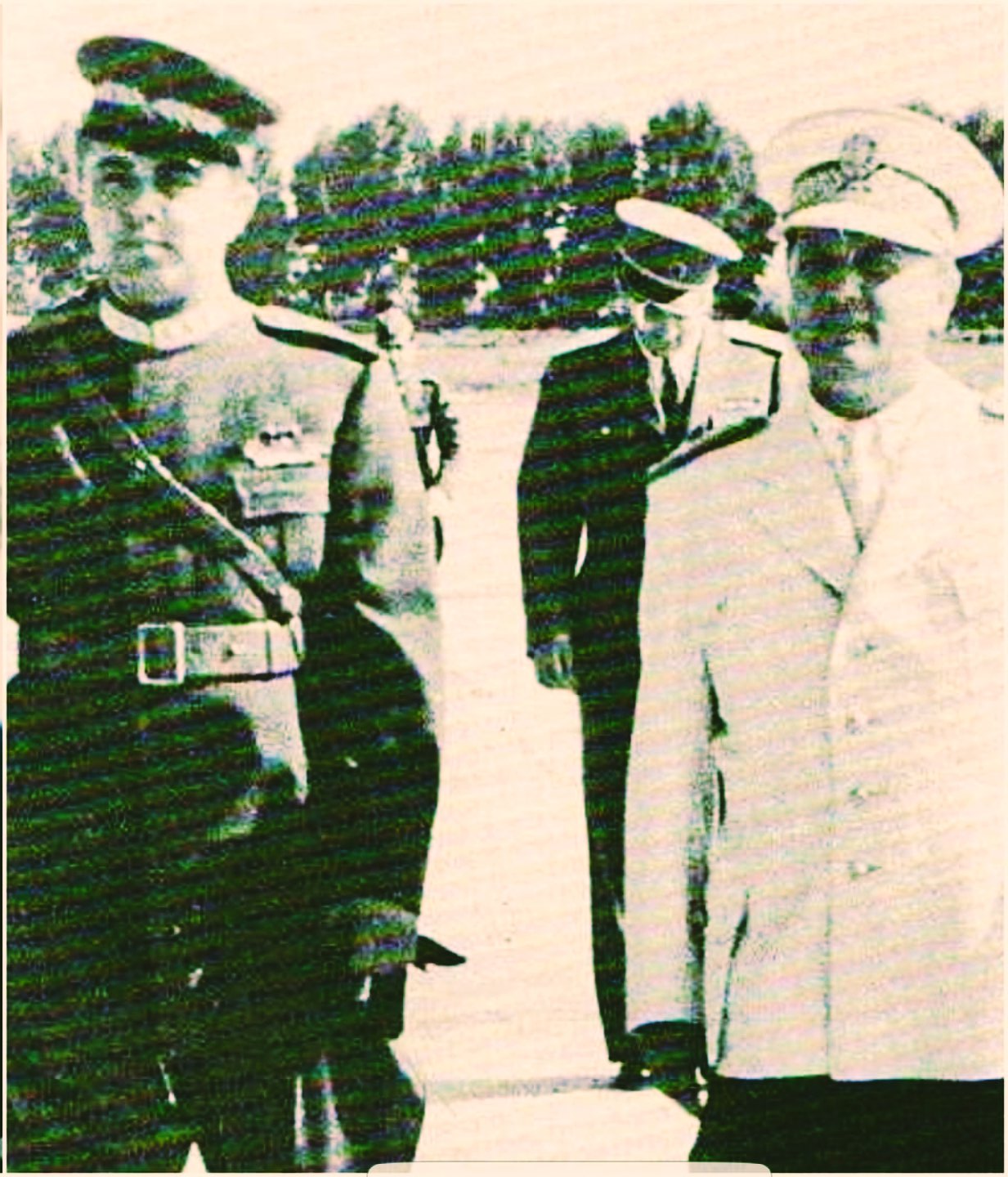
霍查和南斯拉夫最高领导人约瑟普·布罗兹·铁托

1946年1月11日，在阿尔巴尼亚国内形势稳定后，霍查宣佈成立阿爾巴尼亞人民共和國，担任部長會議主席兼外交部长，成为阿尔巴尼亚无可争议的领袖。霍查领导阿尔巴尼亚进行了清查运动和土地改革，又开展五年计划，逐步完成农业集体化和工商业国有化，建立了社会主义制度。鉴于意识形态和国际形势，霍查领导的阿尔巴尼亚很自然地成了苏联领导的社会主义阵营的一员。霍查掌权后先后五次同斯大林会谈，效仿斯大林在阿尔巴尼亚国内推行极左路线。1947年7月，在一次会晤中，斯大林建议霍查将阿尔巴尼亚共产党改名为阿尔巴尼亚劳动党，因为当时阿尔巴尼亚人口中农民占多数，霍查接受了这个建议；1948年11月，阿尔巴尼亚劳动党“一大”召开，会上将党名改为阿尔巴尼亚劳动党。1948年，苏南冲突，霍查追随苏联同南斯拉夫决裂，并清洗了国内的“铁托分子”。1952年3月－4月，霍查主持召开了阿尔巴尼亚劳动党第二次代表大会，强调了“一手拿镐，一手拿枪建设社会主义”的口号。:263
1953年，斯大林逝世后，受当时苏联领导人推行的“三驾马车”分权做法的影响，霍查把外交部长职位交给贝哈尔·什图拉。1954年，霍查又把部長會議主席职位交给穆罕默德·谢胡，谢胡由此成为1981年前阿尔巴尼亚的二号人物。1955年，霍查任阿尔巴尼亚民主阵线全國委員會主席，并兼任阿尔巴尼亚人民军總司令，被授予大将军衔。1956年，苏联领导人赫鲁晓夫开始公开批判斯大林，霍查表示不满，逐渐同苏联决裂，转而同毛泽东领导的中国保持紧密关系。1965年，霍查发起“革命化运动”。1967年2月6日，霍查发表《消除落后习俗和封建迷信》，开展“思想文化革命”，禁止国内一切宗教活动。:399-4481971年－1975年，阿尔巴尼亚为了“防止帝国主义和修正主义国家的侵略”，修筑了超过75万个地堡。
1976年12月28日，在霍查的授意下，阿尔巴尼亚人民议会颁布新宪法，把国号改为“阿尔巴尼亚社会主义人民共和国”，宣称阿尔巴尼亚已经消灭一切宗教、税收、内外债，禁止外国在阿尔巴尼亚驻军。:43-44毛泽东逝世后，霍查公开和中国决裂，试图充当国际共运领袖，使阿尔巴尼亚成为世界革命中心，还提出了霍查主义（又称恩维尔主义）理论。1979年1月，阿尔巴尼亚以“世界上唯一的社会主义国家”的名义，为纪念斯大林诞辰一百周年举办了官方的、民间的庆祝活动，表示阿尔巴尼亚坚持拥护斯大林及其路线。同年3月2日，由于阿尔巴尼亚发生大地震，霍查颁布法令，宣布阿尔巴尼亚进入紧急状态，并领导阿尔巴尼亚人民开展了重建工作。

### 社会经济成就

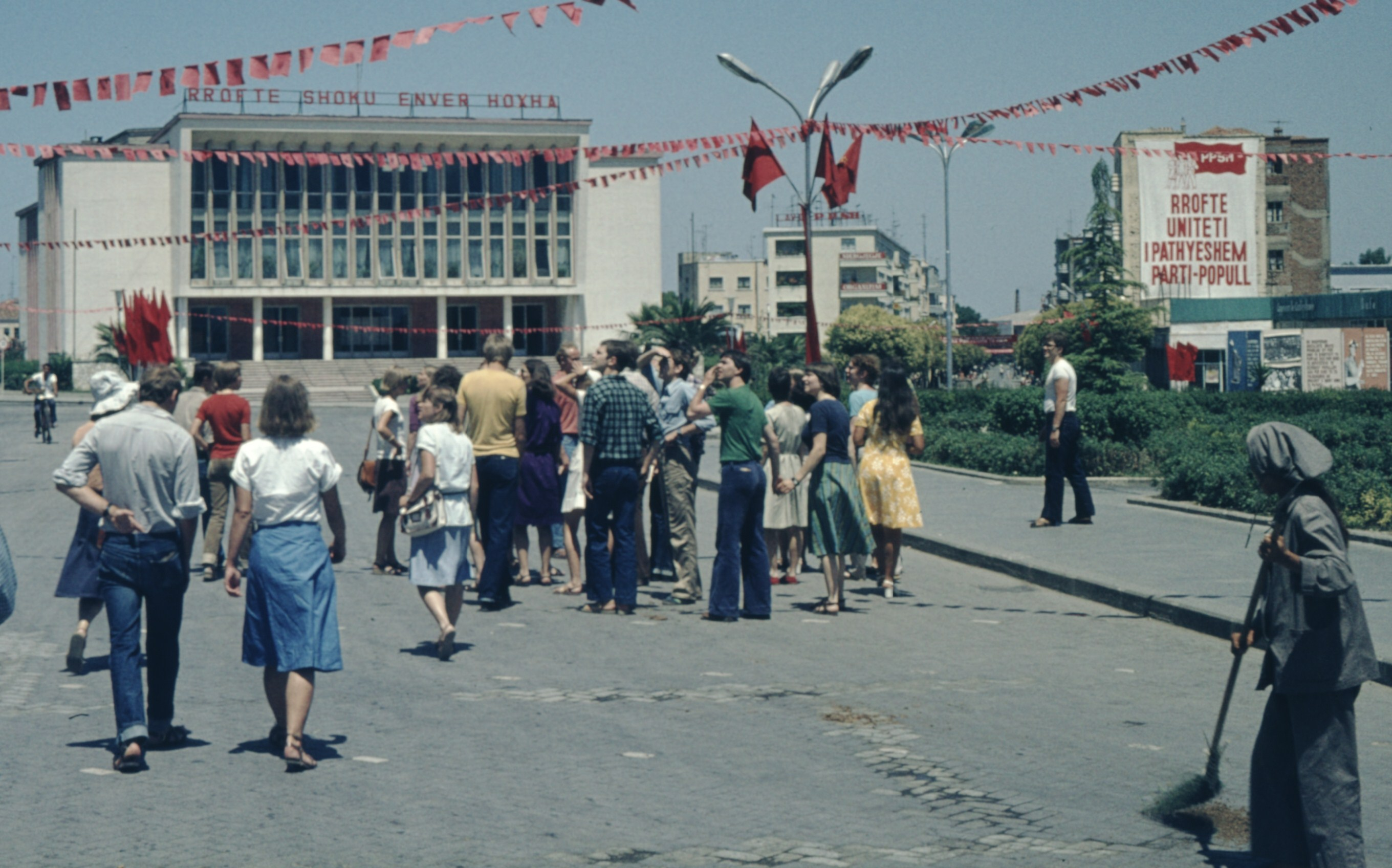
1978年的都拉斯

霍查政府上台后，致力于将一个封建的、以宗族为基础的落后国度转变为一个现代国家。除大力开展文化扫盲运动，提高成人识字率外，还建立了较为完善的教育体系。阿尔巴尼亚的卫生事业也得到极大改善，人口死亡率大幅下降，全体公民享受免费医疗和社会保险。霍查政权还组织群众排干了沿海的沼泽，从而根除了疟疾在阿尔巴尼亚的传播。霍查时代的阿尔巴尼亚，政治稳定，社会秩序安定，人民遵守纪律。小卧车停在马路上，忘了上锁，也不会有人偷。但另一方面，政府掌握一切舆论工具，议会和报刊上没有意见的交锋，知识界思想不活跃，大家都按同一个调子说话。虽然文化管制极严，但还是涌现了伊斯梅尔·卡达莱、德里特洛·阿果里等一批杰出的作家，拍出了《海岸风雷》《宁死不屈》《第八个是铜像》《地下游击队》等著名电影。:18、198-207
在阿尔巴尼亚社会经济由于战争遭受严重破坏的基础上，霍查政权努力恢复、发展经济，并对工业、农业进行了社会主义改造。1945年8月颁布《土地改革法》，规定凡从事农业并使用新式机械耕种者，可保有40公顷土地；凡亲身从事农业劳动者，可保有20公顷土地；非农业劳动者保有的土地不得超过7公顷。超过限度的土地连同相配套的农具、牲畜、建筑物一并没收。没收的土地共17.2万公顷，分给了无地或少地的农民。1946年5月，对土改法进行补充、修改，规定凡是自己不亲自耕种的土地、果园、菜园以及农具和建筑全部没收。禁止以任何名义买卖或抵押土地。1944年12月，颁布法令没收政治逃亡犯的财产。1945年1月，没收德、意人占有的财产。4月，有偿征用私人运输工具。1946年，宣布对工矿企业、建筑业实行国有化。国家垄断外贸。到1947年，国有工业产值占工业总产值的97%。到1950年，国营商业占全部商品流通额的77%。从1946年开始，在农村组建合作社。到60年代基本完成对农业、商业的社会主义改造，为社会主义经济建设打下了基础。在完成恢复经济的二年计划后，阿尔巴尼亚从1951年开始实施发展国民经济的第一个五年计划，旨在建立社会主义的经济基础，使阿尔巴尼亚从落后的农业国变为先进的工业国。到1955年完成计划。与战前相比，工业产值增长11.4倍，其中电力、煤炭、木材、棉纺织品的增长达20－30倍。工业在国民经济中占60%的比重，使这个欧洲最落后的农业国，初步建立起工业基础体系。与实行计划前的1950年相比，粮食增产53%，工业生产增长179%，国民收入增长10%，职工实际工资增长20%。到1980年代，阿尔巴尼亚已完成7个五年计划，工业产值增长32倍，全国基本实现电气化；农产品不仅自给自足，而且可以出口；没有外债、外贸赤字，没有失业和物价上涨。社会主义经济成份在工业中占99.5%，农业中占82%，占国民收入的90.5%，外贸的100%，零售商业的92.19%。阿尔巴尼亚宣布建成“社会主义的工业－农业国”。
在霍查当政以前，各种野蛮落后的习俗对阿尔巴尼亚社会影响极大，其中最有代表性的是名为“卡努”的习惯法。“卡努”产生于15世纪，由一位名叫莱克·杜卡季尼的亲王创设，几百年来主导着阿尔巴尼亚北部荒凉山区的社会，对于家族血仇进行着一丝不苟的规定，从复仇杀人的方式、尸体的摆放，到吊唁和葬礼，以及事后要上交给“卡努”监护者的“血税”，无一不在其严密掌控之内。根据“卡努”，女人只能扮演照顾孩子、操持家务的角色，不能从事正规职业。霍查主导了一系列激进的社会改革，废止“卡努”，以强硬的手段打击了原来在阿尔巴尼亚极为强大的宗教保守势力，根除阿尔巴尼亚历史上根深蒂固的家族械斗和荣誉谋杀传统，改变妇女社会地位低下的状况，使她们享有和男子同等的教育和工作权利。

### 政治清洗

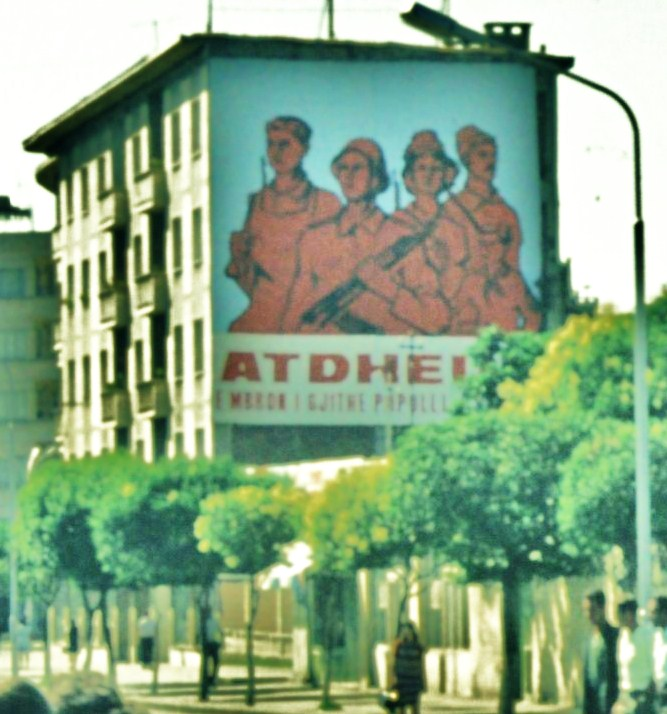
霍查时代的宣传标语：“祖国由全体人民保卫”（摄于1978年）

霍查上台后，牢牢掌握最高权力。出于维护自己的权力和地位的需要，霍查以反对国外的“帝、修、反”和国内的“反党集团”为名，效仿斯大林多次在党内、国内整肃政治异己。霍查统治期间，阿尔巴尼亚进行了十次大规模政治清洗；为首者，基本上是肉体消灭；没有被处以死刑的政治犯则被长期拘禁或者被迫和自己家人长期居住在偏远的村庄里，并受到警察和秘密警察的严密监视。但据近年来相继解密的美国中央情报局的文件透露，霍查掌权后的几十年里，美国和苏联的确多次企图通过政变推翻霍查政权，但没有成功。:83-84:14

#### 马利绍瓦事件
1946年，阿尔巴尼亚共产党内发生了“马利绍瓦事件”。赛依弗拉·马利绍瓦是阿共中央政治局委员、政府文教部长。1946年2月，阿共中央五中全会指责马利绍瓦企图建立资产阶级民主制度，让民族主义者混进议会，还主张发展资本主义私有制经济，反对支持城乡合作经济，并把美国、英国、苏联不加区别地对待，主张向美国、英国让步。五中全会认为，马利绍瓦的错误，使资产阶级分子混入了政权机关，使减租法令和土改法不能顺利进行，犯了右倾机会主义错误，决定把他开除出政治局和中央委员会。马利绍瓦在费里作为一名仓库保管员度过了余生，他避开了大多数认识的人，每当有人要和他说话，他都会用自己的手指捏捏自己的嘴唇，提醒自己遵守永远保持沉默的誓言，因为他意识到只有这样做才能让自己活下来。马利绍瓦于1971年去世。:66:194-204

#### 佐治事件
1948年，亲南斯拉夫的阿尔巴尼亚劳动党（1948年前稱作阿尔巴尼亚共产党）二号人物，中央政治局委员、组织书记科奇·佐治提议召开中央政治局扩大会议，清算霍查的错误。霍查事先听到消息，把佐治等16人全部逮捕，还给科奇·佐治和潘迪·克里斯多（阿劳动党中央政治局委员、监察委员会主席）戴上“托洛茨基分子、党和人民的敌人、南斯拉夫修正主义领导的代理人”的帽子，将两人开除出党。1949年，霍查以企图暴力夺权等罪名处死科奇·佐治，判处潘迪·克里斯多二十年徒刑，还以消除“科奇·佐治反党集团”的影响为名清洗了一批人。:153、164、182:214-229

#### 1950年代—1960年代的清洗
1950年代初，在霍查的主持下，阿尔巴尼亚劳动党清除了“阿别丁·谢胡和尼阿兹·伊斯拉米反党集团”，还打击了金·马尔库和奈基甫·文恰尼的“反党活动”，并通过更换党证的方式“清党”。1955年，阿尔巴尼亚劳动党又“清除了图克·雅科瓦和贝德里·斯巴修，粉碎了右倾机会主义”。1956年，霍查无视苏联方面求情，下令处决了有名的女游击战士、早在1944年就因“犯有宗派主义错误”而被开除出党的前阿共中央委员利丽·盖加及其丈夫、1944年首都地拉那的解放者达利·恩德鲁，罪名是“幕后操纵地拉那反革命事件”和“企图叛逃南斯拉夫”。利丽·盖加被枪决时，已有六个月身孕。1960年9月，阿劳动党中央政治局委员利丽·贝利绍娃因其在阿苏论战中的亲苏立场，被开除出党。霍查嘲弄她，称她在莫斯科找到了男朋友。之后，贝利绍娃被拘禁了31年，直到1991年才获释回到地拉那。1961年，霍查处死了特米·赛科和塔赫尔·德米，他们被指控“为外国间谍机关服务，与南斯拉夫、希腊、美国相勾结，企图武装暴力推翻政权”。:85-86:150:272-278

#### 文化反党集团事件

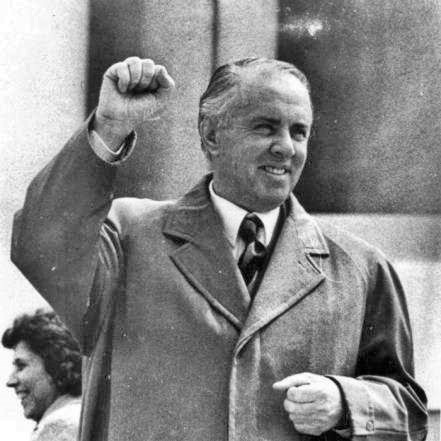
1971年的霍查

1973年—1975年这三年间，是霍查清洗政治异己达到最高峰的时期。
1973年上半年，霍查在秘密召开的阿尔巴尼亚劳动党六届四中全会上批判以中央委员、地拉那区党委宣传书记法迪尔·帕奇拉米，中央委员、阿尔巴尼亚广播电视总局局长托迪·卢鲍尼亚，中央委员、阿尔巴尼亚劳动青年联盟中央第一书记、地拉那大学校长阿基姆·梅罗为首的“文化反党集团”，认为他们和文化界的一批人士一起歪曲和破坏党的文艺路线，组成小集团，借口反对保守主义而反对社会主义现实主义，助长自由主义，宣扬资产阶级恶习，破坏社会主义的生活准则和道德标准。帕奇拉米和卢鲍尼亚被双双开除出党，后被秘密判处长期徒刑，长年累月被关押在监狱和劳改营里，并在北方的斯帕奇铜矿（集中营）服苦役，直到1991年阿尔巴尼亚发生政治剧变才被新政府释放，并得到平反。梅罗则被降职为中央候补委员，解除其它一切职务，下放到北部莱什区从事体力劳动。:86-89:27:186-188

#### 军事反党集团事件
1974年7月25日，霍查通过阿尔巴尼亚劳动党六届五中全会把老资格的中央政治局委员、国防部长贝基尔·巴卢库中将推到了被告席，谴责巴卢库是“党和人民的死敌，为外国效劳的间谍”，并做出决定：解除巴卢库党内外一切职务，开除出党。同年12月，霍查秘密召开党的六届六中全会，发表《清算杜米（中央政治局候补委员、总参谋长、中将）、恰科（中央委员、军队总政治部主任、中将）和佩尔拉库（中央委员、国防部副部长）的背叛和反党活动》的报告，称他们与巴卢库一起组成“军事反党集团”，指控他们违背党和国防委员会的军事路线和关于人民战争军事艺术的思想，他们提出的《军事理论提纲》是宣传游击战和失败主义，准备在外国武装入侵面前推行投降主义；企图取消党对军队的领导作用和篡改军队的革命性质，使军队不能履行其保卫祖国的使命；企图发动军事政变，夺取党和政府的领导权，建立资产阶级修正主义制度。“军事反党集团”成员都被开除出党，撤销党内外一切职务，并提交司法机关进行审理。经过约半年的审讯、拷打和逼供，巴卢库、杜米和恰科前军内“三巨头”均作为军事反党集团的头目被送上了军事专门法庭，经过秘密审判后于1974年11月5日被判处死刑，立即执行枪决。另外还有数十名高级将领作为他们的追随者被开除出党或其他刑事处分。这期间，几乎所有高级军事干部都遭到撤换。:89-95:28-29:186-188

#### 经济反党集团事件
1975年5月，霍查主持召开党的七中全会，把矛头对准了主管国家经济的最高领导人，中央政治局委员、国家计划委员会主席、阿尔巴尼亚－中国友好协会主席阿卜杜勒·凯莱齐和中央政治局委员、工矿部长科乔·蒂奥多西，指控他们歪曲和阻挠执行党的经济路线，反对对经济实行集中领导，在计划工作中支持自发和无政府倾向，破坏石油和天然气开采和加工业、煤矿开采业、地质勘探工作、新项目的建设工作、农业发展和对外贸易等，企图使国家陷入没有原料、没有粮食的局面，从而破坏工业和整个国民经济的发展，达到引起人民不满的目的，并把他们定性为“经济反党集团”。凯莱齐、蒂奥多西等人在全会结束时被解除党内外一切职务、开除出党。接着，霍查在多次政治局会议上揭批“经济反党集团”，给他们戴上与巴卢库等人同样的帽子：叛徒、破坏分子、帝国主义和修正主义的代理人。凯莱齐、蒂奥多西二人在被收监审判后不久便被秘密处死。:32-33:186-188
从1973年到1975年进行的3次清洗中，霍查排除了党、政、军、经、文的8名最高领导人，劳动党政治局三分之一的委员丢掉了职位，失去了党籍，甚至失去了生命。在当时仅有260万人口的阿尔巴尼亚，大约3万名“官僚主义者”被摘掉了乌纱帽，可见霍查大清洗规模非常庞大。世界各国纷纷谴责霍查政权剥夺民主和人权，但霍查始终无视这些批评。在谈到消灭劳动党的高级领导人时，霍查声称：“他们被扔进了历史的垃圾堆，所有革命的叛徒的归宿都在那里”。:95-98:186-188

#### 谢胡事件
1981年，霍查再次清洗了党内的一些高级干部，阿尔巴尼亚劳动党二号人物、部长会议主席（总理）穆罕默德·谢胡在此期间死亡。阿尔巴尼亚官方在谢胡死亡的次日（1981年12月18日）晚发布的一项公报说，谢胡是在“神经失常”时自杀的。1982年11月，霍查在向选民发表讲话时第一次公开谴责谢胡早自30年代开始就先后为几个外国间谍机关效劳，成了美国、英国、南斯拉夫和苏联的“多国间谍”，是过去阿党内一系列反党案件的总头子，是“阿尔巴尼亚最危险的叛徒和敌人”，并宣布他是因企图杀害霍查未遂被迫自杀的（关于谢胡自杀的说法疑点很多，也有说法是：霍查在会议上指责谢胡，谢胡反驳，两人发生激烈争吵，谢胡本能地从口袋里掏出手枪，但还没来得及瞄准霍查就先被霍查的副官和装扮成招待员的特务打死:116-117）。与此同时，谢胡的家人、部下及身边人员都受到了牵连。曾任阿党中央委员、“列宁”高级党校校长的谢胡夫人被监禁后屈打成招，承认她同丈夫都是“外国间谍”、企图毒死霍查，被判处25年徒刑，1988年死于狱中（也有被毒死一说）。谢胡的一个任空军党委书记的弟弟杜洛·谢胡跳楼自杀，另一个旅居苏联的弟弟幸免于难。他的三个儿子均身陷囹圄，其中长子弗拉基米尔·谢胡在牢房经不起折磨而触电自杀，次子斯坎德尔·谢胡和幼子巴什基姆·谢胡分别被判处15年和10年徒刑。“穆罕默德·谢胡反党集团”的其他成员都在1983年进行了秘密审判，分别判处死刑和长期徒刑，其中谢胡的侄儿费乔尔·谢胡（内务部长）和密友卡德里·哈兹比乌（国防部长）被判死刑；外长奈斯蒂·纳赛（首任驻华大使），卫生部长兰比·齐奇什蒂及其弟弟、都拉斯区党委第一书记密哈拉奇·齐奇什蒂，以及卫士长、卫士兰比·佩奇尼和夫人（发罗拉区党委书记）、阿里·切诺、加尼·科德拉等数十人被判重刑。:99-123

### 个人崇拜

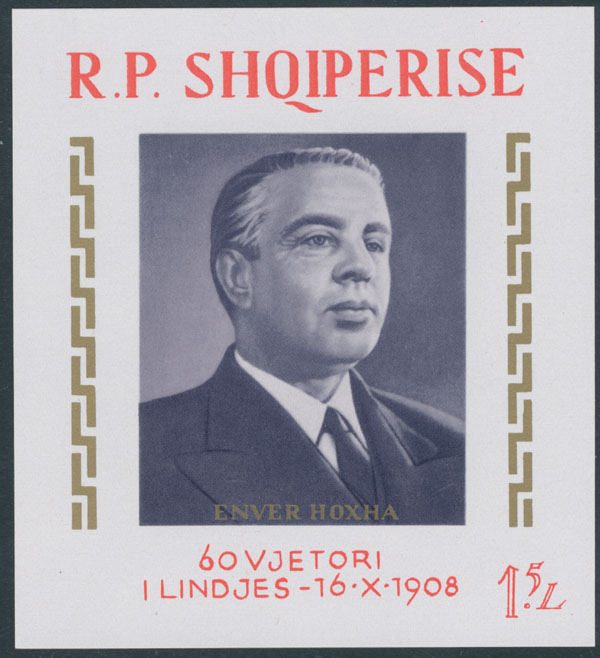
1968年阿尔巴尼亚发行的纪念霍查60岁生日邮票

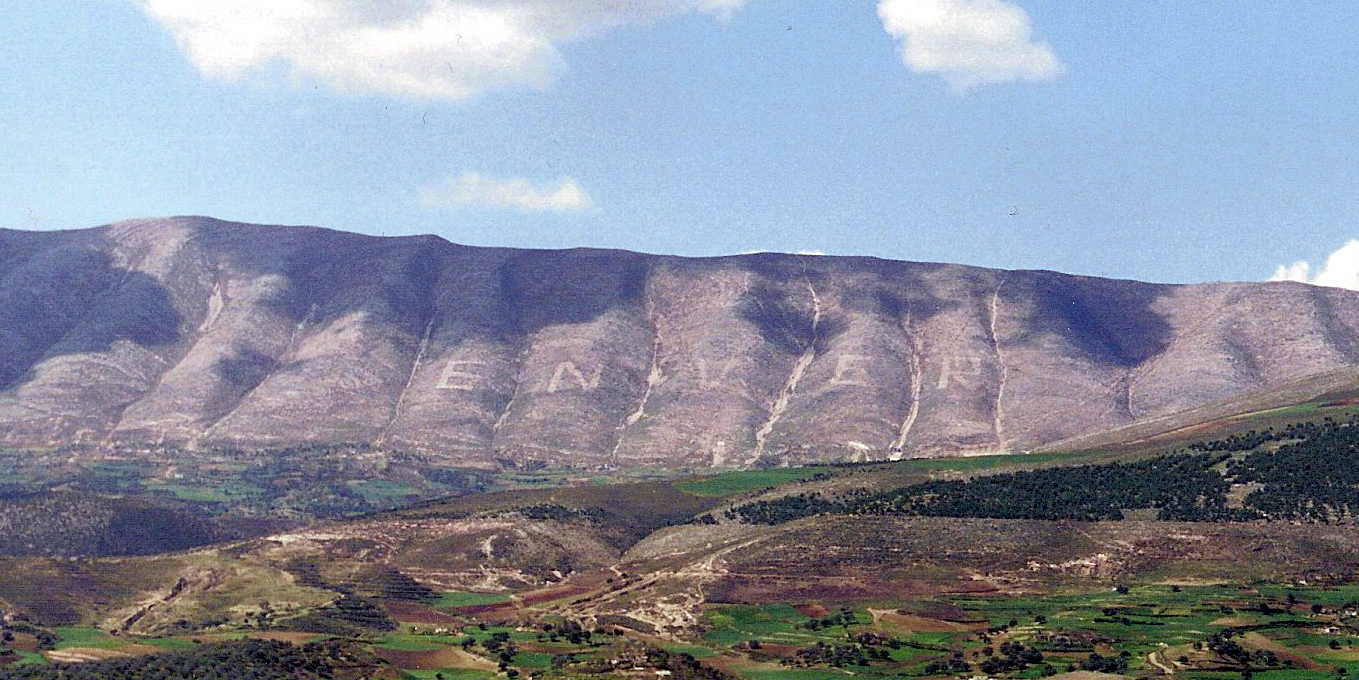
刻在山上的“恩維爾”一词

霍查在掌权期间效仿苏联的斯大林和中国的毛泽东推行个人崇拜，其姓名被广泛用在组织名、标语和宣传品中。他被宣传为阿尔巴尼亚的救星和伟大导师。在阿尔巴尼亚国内修建了关于他的博物馆，全国各地树立了大量带有其语录的宣传牌和他的雕像。阿尔巴尼亚还刊行了白书皮的霍查语录“小白书”。在霍查统治时期，学生从小学就开始学习“哲学”，一直到中学的最后一年。学习的主要教材是霍查的著作。工厂和其它劳动岗位上的工人在工休时间里也总是让阅读霍查的政治文章。在海边的疗养院里，“有功的工人”在十五天休假期间，在吃每顿饭之前，都唱《恩维尔·霍查是一把利剑》这首歌。当时，阿尔巴尼亚创作了大量歌颂霍查的歌曲，其中有一首比较知名的名为《恩维尔·霍查之歌》：
|  | 在灾难的岁月裡， 在斗争的烈火中， 英雄的劳动党诞生了， 恩维尔高举着革命的大旗， 有了你， 祖国获得了新的光辉。 在劳动党的领导下， 我们时刻准备着战斗， 英雄的阿尔巴尼亚， 昂首阔步， 勇猛前进。:196 |

### 外交活动

#### 1940年代—1950年代
阿尔巴尼亚解放后，霍查政权以斯大林路線作為建设社會主義的基調，在各方面追随苏联。
1946年，英国與阿尔巴尼亚因科孚海峽事件發生衝突。阿尔巴尼亚谴责英国未經許可通过科孚海峡，严重侵犯其主权。而英国則向国际法院提起科孚海峡案，要求阿尔巴尼亚赔偿，但是霍查政府拒不支付赔款。于是英国政府扣留阿尔巴尼亚在英国银行的1574公斤黄金。阿尔巴尼亚遂与英国断绝外交关系。
1948年，苏联和南斯拉夫交恶，霍查坚定地站到苏联一边，原因除霍查推崇斯大林主义外，还因为霍查一直不同意阿尔巴尼亚并入巴尔干联邦的主张，担心如果这样做会威胁到自己的地位。当年，霍查政权就与曾经大力援助过自己的南斯拉夫斷交，废除同南斯拉夫签订的所有条约，并猛烈批判所谓“铁托修正主义”，在国内大规模清洗亲南派，到处抓“南修间谍”。
霍查曾对镇压科索沃阿尔巴尼亚人抗议活动的南斯拉夫进行批评：
|  | 如果塞爾維亞人在和平示威中繼續攻擊科索沃阿爾巴尼亞人，我將在24小時之內將貝爾格萊德變成馬鈴薯田。 |

霍查很崇拜苏联共产党总书记斯大林，与斯大林的关系非常好。霍查先后五次会见斯大林，后来还撰写《同斯大林在一起》一书。在苏联的援助下，阿尔巴尼亚完成1951年—1955年的第一个五年计划。
1949年和1955年，阿尔巴尼亚先后加入以苏联为首的经济互助委员会和华沙条约组织。
1956年，霍查率团访问中国，列席中国共产党第八次全国代表大会，并会见中国共产党主席毛泽东，这是他生平唯一一次访华。1956年，苏联共产党第一书记赫鲁晓夫开始批判斯大林主义的危害，并同南斯拉夫改善关系。霍查反对赫鲁晓夫这些做法，和苏联的矛盾日趋扩大和表面化。中苏论战期间，霍查坚定地站到中国一边，大肆谴责“赫鲁晓夫修正主义”，中国也开始向阿尔巴尼亚提供大量援助。

#### 1960年代
1961年，阿尔巴尼亚與蘇聯決裂，不仅同蘇聯斷交，还停止参加华约和经互会的活动。这时，阿尔巴尼亚开始与中国接近，並從中國獲得大量经济和军事援助。

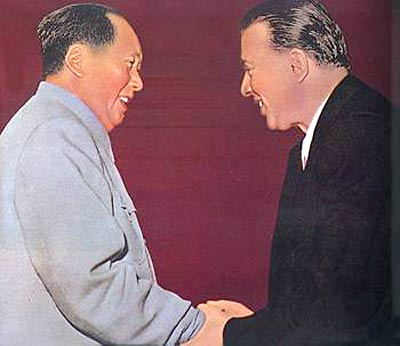
1956年，霍查访华时会见毛泽东

1966年，中國發生「文化大革命」。从文革开始，阿尔巴尼亚劳动党就认为它是不正确的，它将导致失控和无政府主义，使许多人遭到追捕、迫害甚至被打死。尽管阿劳对文革持保留意见，但阿尔巴尼亚还是受到了它的影响。1967年，阿尔巴尼亚开展“思想文化革命”，禁止國內的一切宗教活動，关闭所有清真寺和教堂，对神职人员进行思想改造，并宣布阿尔巴尼亚成为“世界上第一个无神论国家”，将国家提倡无神论和唯物主义，反对一切宗教等内容写入宪法。此时，阿爾巴尼亞成為中國在歐洲的唯一盟友。1966年10月25日，中国方面以毛泽东的名义向阿尔巴尼亚劳动党第五次代表大会发去一封贺电，称赞霍查领导下的“英雄的人民的阿尔巴尼亚，成为欧洲的一盏伟大的社会主义的明灯。”
1968年，苏联出兵干预捷克斯洛伐克的“布拉格之春”，阿尔巴尼亚强烈谴责苏联的入侵行为，并正式退出华约，与苏联彻底断绝关系。

#### 1970年代
1972年美國總統尼克森訪問北京後，美國承認中華人民共和國，兩國關係正常化。霍查开始不点名批评毛泽东和中共，认为“自称世界人民红太阳的人，却极其无耻地背叛了世界人民，这充分暴露出了其企图做所谓“第三世界”霸主的赤裸裸的修正主义反动本质”。1972年冬，阿尔巴尼亚国防部长贝基尔·巴卢库率军事代表团访华，向中国总理周恩来提出要中国提供五百辆、甚至更多的坦克，部署在亚得里亚海滨，建筑一条对付以美国为首的北约和苏联为首的华约的“钢铁长城”。因为阿尔巴尼亚胃口太大，周恩来表示拒绝。
1976年，阿尔巴尼亚与中国的分歧已经表面化，开始对其国内的一些中国人提出公开的批评。同年1月，两国关系恶化，阿尔巴尼亚政府还逮捕了数以千计支持中国的干部。同年9月，中国共产党主席毛澤東死後，阿尔巴尼亚和中国的关系更加紧张。
1977年7月7日，阿尔巴尼亚劳动党中央机关报《人民之声报》根据霍查在阿劳“七大”上所作报告的论调，撰写了长篇编辑部文章《革命的理论与实践》，批判“三个世界”理论是“反马克思主义的，反革命的”，是国际共运中的“机会主义变种”，旨在熄灭阶级斗争，否认当代基本矛盾；说三个世界理论是宣扬和推行种族主义，要统治全世界，奴役全人类，是反革命和沙文主义的理论；说不结盟国家的理论主张是“中庸”路线，是“调和矛盾的路线”，“不结盟国家的理论和三个世界的理论，是帝国主义的两头怪物”，说“中国要当第三世界的领袖，坐不结盟的第一把交椅”。霍查还批判华国锋政府推行「修正主義」。中国方面则攻击霍查为“托洛茨基分子”。1978年7月7日，中國外交部宣布全面停止援助阿尔巴尼亚。
1978年，霍查公开发表理论著作《帝国主义与革命》，猛烈抨击“毛修正主义”及各种“修正主义”，认为“毛泽东的思想绝不是马克思主义”。霍查又对中国当时的内政外交进行全面抨击、全盘否定，对中国主要领导人指名道姓地进行批评，认为“中国是最危险的敌人，比苏联更危险，因为中国打着反修的旗帜，而实际上是真正的修正主义”，还将中国与南斯拉夫、苏联并列为“社会帝国主义”国家。霍查还指责各国各党领导人是“独裁者”、“法西斯分子”、“叛徒”、“修正主义分子”、“匪帮”、“疯子”、“小丑”、“饶舌者”等等。1970年代末至1980年代初，霍查发表了几本理论著作，他的一系列观点和主张开始被称为“霍查主义”。与此同时，世界上很多毛派政党（如新西兰共产党、巴西共产党、加拿大共产党（马列）、哥伦比亚共产党（马列）、厄瓜多尔马列主义共产党）转变成霍查派，拥护霍查和阿尔巴尼亚劳动党的政治路线。在霍查主义的影响下，非洲也出现了一批霍查派政党（如提格雷马列主义联盟、突尼斯工人共产党、马里劳动党）。霍查开始试图充当国际共运领袖，宣称阿尔巴尼亚是“唯一坚持无产阶级专政的社会主义国家”，地拉那是“国际马列主义运动的中心”和“马列主义的橱窗”。从此，霍查派以“马恩列斯霍”作为国际共运的领袖排位，并认为“霍查的思想和教导是马列主义在阿尔巴尼亚条件下的创造性运用和发展”，“阿尔巴尼亚劳动党是唯一的真正的马列主义执政党”。:36-38
1979年中越战争爆发，霍查谴责中国共产党领导人邓小平是“侵略者”。霍查还批评中国支持红色高棉的做法，并使阿尔巴尼亚承认了韩桑林领导的柬埔寨人民共和国政权。

#### 1980年代
中阿决裂后，霍查从阿尔巴尼亚自身的安全和经济利益考虑，决定改善同邻国南斯拉夫的关系。南斯拉夫为了保持巴尔干半岛的稳定，防止苏联势力的渗透，也决定在对外贸易中给予阿尔巴尼亚优惠。因此，两国贸易额急剧增加。1980年，南斯拉夫成为阿尔巴尼亚最大的贸易伙伴。1978年—1980年，阿南两国在科技、文化、体育等方面的交往也比较频繁，两国间的关系达到了自1948年以来最好的程度。
1978年，霍查亲临阿尔巴尼亚南部的希腊少数民族地区视察，保证不亏待他们，希望他们与阿尔巴尼亚族一起安心劳动。霍查还提出要改善阿尔巴尼亚和希腊关系。希腊政府发表公告，对此表示欢迎，此后，阿尔巴尼亚同希腊的贸易、文化关系和人员交流得到了顺利发展。
同年，法国应邀派了企业代表团访问阿尔巴尼亚，商谈帮助阿尔巴尼亚修建电站、机械厂和化学工厂等计划。此后，阿尔巴尼亚外交部代表团、贸易代表团和农业部长陆续访法，同法签订了换货、文化科技交流和植物保护等协定。根据两国文化交流计划，阿国家民间歌舞团和法国音乐家代表团进行了互访。在同西方的国家关系中，阿尔巴尼亚和法国在经济、贸易、文化等方面一直保持着良好关系。霍查认为，法国从未干涉过阿尔巴尼亚的内政，对阿尔巴尼亚是友好的，因此阿尔巴尼亚愿意与它发展关系。
与此同时，为了从西德获得现代化机器和先进技术，阿尔巴尼亚还试图同西德改善关系。阿尔巴尼亚和西德就两国关系正常化问题进行过多次协商。由于阿尔巴尼亚政府要求西德政府赔偿第二次世界大战中给阿尔巴尼亚造成的损失（总额为几十亿马克），而西德认为阿尔巴尼亚要价苛刻，不能接受，致使谈判陷入僵局。
阿尔巴尼亚也和英国就复交问题进行过数次谈判，但由于阿尔巴尼亚坚持要英国先归还黄金，谈判未获成功。
对于美国，霍查则认为：“美帝国主义是我们这个时代最大的资本主义国家，是资产阶级–帝国主义制度的主要维护者”，阿尔巴尼亚同它 “现在没有、将来也不会有任何关系”。
阿中关系破裂以后，苏联开始加紧拉拢阿尔巴尼亚。苏联通过东欧国家和越南驻阿尔巴尼亚使节给霍查传话，表示愿意与阿尔巴尼亚“恢复友好关系”和向阿尔巴尼亚“提供援助”。但是，霍查表示“将一如既往，继续坚决地进行揭露美国和苏联的侵略性的和霸权主义的政策和活动的斗争”。
1981年4月，南斯拉夫科索沃自治省爆发阿尔巴尼亚族示威游行事件后，霍查公开支持阿族人，而且指责南共盟和南斯拉夫政府，导致两国关系再次恶化。1982年，霍查指使科索沃分离主义者在瑞士成立科索沃人民运动，将“南斯拉夫阿尔巴尼亚族马列主义共产党”等科索沃阿尔巴尼亚族团体联合起来。该组织成为科索沃分离运动的起源。1982年以后，科索沃分离运动转入“武装斗争”阶段。在18个月之内，在科索沃首府普里什蒂纳发生爆炸案至少九宗，在比利时三名南斯拉夫官员先后被刺杀。

### 宗教政策
1946年阿尔巴尼亚人民共和国成立时，全国有250万人口，2/3是穆斯林，19%为东正教徒，天主教徒占13%。绝大多数穆斯林为逊尼派，分布于中部广大地区，而属于什叶派、深受苏菲主义影响的拜克塔什派穆斯林约有20万人口，多住在南部地区。东正教徒也住在南部地区，长期以来该地的拜占庭东正教的势力极大。1922年阿尔巴尼亚正教会宣布自立，礼仪主要使用阿尔巴尼亚语，少许使用希腊语，总部设在地拉那，领袖的头衔是“地拉那和都拉斯都主教，全阿尔巴尼亚大主教”。天主教徒大多数居住在北部地区。阿尔巴尼亚全国共有7个天主教区、121所教堂、90位非修会神父、30多位方济各会神父。
1945年，在霍查政府的主持下，阿尔巴尼亚开始进行全面社会改革，各种宗教的影响和作用被加以限制。当年，大部分宗教教产被政府没收。政府为了切断天主教会与西方「帝国主义」势力的联系，驱逐了罗马教廷代表德·尼格里斯大主教，并要求国内天主教徒断绝与梵蒂冈的一切联系，转而建立一个民族教会。1946年4月，霍查政府颁布法令，规定宗教团体拥有土地的限额为10公顷，教会学校全部转交政府管理，取缔耶稣会并没收其财产，驱逐所有外国神职人员。1946年秋，政府镇压了由原亲意大利占领当局的天主教神父组织的法西斯组织“阿尔巴尼亚联盟”，并于年底处决了与该组织有关的20位神父，另有40位神父被捕入狱。神父数目锐减。1947年，政府取缔方济各会，并禁止在家中传教。1949年，政府要求一切宗教团体正式向党和人民效忠，宗教领袖均改由阿尔巴尼亚劳动党指定。自此直至1967年，由于阿尔巴尼亚与南斯拉夫、苏联等国的外交关系恶化，对宗教限制略有放松，但仍有不少教徒被处决。1949年—1954年，约有1/3的阿尔巴尼亚逊尼派和其它派别的穆斯林领袖被处死或关押至死，还有不少穆斯林逃亡到北美、大洋洲，但教堂和清真寺中仍有许多虔诚的教徒。
1966年11月，阿尔巴尼亚劳动党第五次代表大会召开，制定出“从人们的思想意识中根除宗教信仰”的新政策。1967年1月，霍查提出要进行一场根除宗教的斗争。当年2月，政府关闭了都拉斯礼拜堂，没收了所有宗教教产，并鼓动民众在集会上公开抨击宗教界，神职人员则随时有可能遭到殴打。9月，所有教堂、清真寺、修道院共计2169处（其中天主教堂298座），全部关闭，其中大部分被拆毁（被拆毁的宗教建筑中有550座清真寺），剩下的被改作礼堂、博物馆、电影院、篮球场、百货店、商场和仓库。11月，阿尔巴尼亚一切宗教及其团体都被政府宣布为完全非法，一切宗教礼仪都被强行禁止。地拉那电台还宣布：阿尔巴尼亚已成为“世界上第一个无神论国家”。1971年，阿尔巴尼亚全国只剩下14名天主教神职人员，其中12名在狱中，另外2名在逃。同年11月，霍查在阿尔巴尼亚劳动党第六次代表大会上，说“摧毁宗教机构”是“一次决定性的胜利”，为把人民从“宗教信仰裡完全解放出来”创造了条件。1976年颁布的阿尔巴尼亚宪法第三十七条规定：“国家不承认任何宗教，并且支持无神论的宣传，支持向人民倡导科学的唯物主义世界观。”第五十五条规定：“禁止设立任何法西斯、反民主、宗教和反社会主义性质的组织。禁止法西斯、反民主、宗教、鼓吹战争和反社会主义的煽动、宣传与活动，禁止民族仇恨。”从此，阿尔巴尼亚取缔国内所有宗教活动以法律形式确定了下来，凡持有宗教印刷品者处3－10年监禁，罪行严重者可处死刑。凡被告持有《圣经》者，即使在证据不足的情况下，也至少要判刑12年。伊斯兰经书被收集起来，在公共广场上付之一炬。政府还禁止男性蓄长鬍鬚和長髮，动员农民养猪，鼓励民众食用猪肉。1979年，一名在押主教因试图举行复活节弥撒被看守打死。:6:14

### 晚年经历

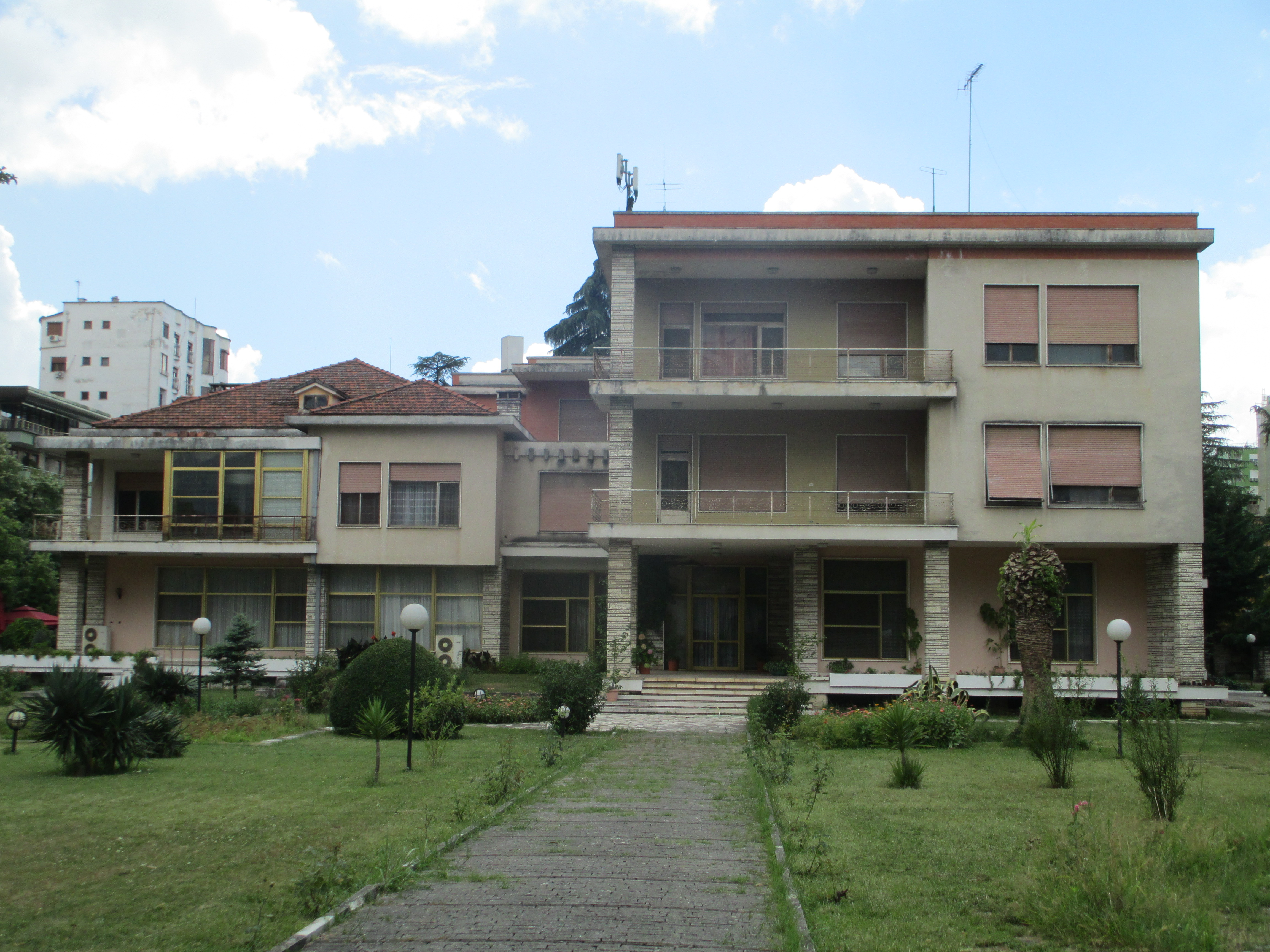
霍查最后的住所，位于地拉那封锁区

1973年，霍查患心肌梗塞、致使心律不齐，以致发展到心脏机能严重不全。为此，阿尔巴尼亚政府除组织国内名医和法国名医诊治外，还邀请中国医疗小组前往救治。

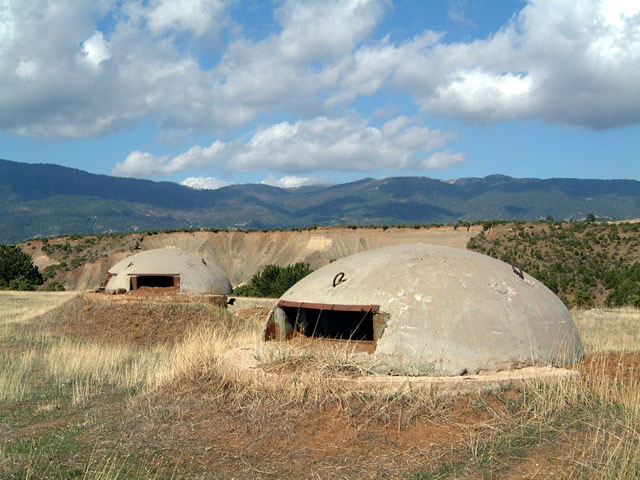
霍查统治期间，阿尔巴尼亚建造了超过75万个地堡，建造材料不少来自于中国

1981年，部长会议主席谢胡之死给霍查带来极大震动，健康每况愈下。1982年，霍查已患有严重的帕金森氏病以及心脏病、糖尿病等多种疾病，掌管全局力不从心。:128霍查逐渐把权力移交给新的指定接班人拉米茲·阿利雅，自己则退居幕后。阿利雅主政后，坚持并全力推行霍查路线。对外，“反对一切外部敌人”，即反对美国、苏联两个超级大国，声称“永远不同它们发生任何联系”、“永不同它们和解”，同南斯拉夫继续进行宣传战，有选择地同西方发展关系，谨慎地同东欧国家进行贸易往来；对内，“反对内部敌人”，即同谢胡的追随者与支持者继续作斗争。锁国政策使阿尔巴尼亚在国际上变得更加孤立，经济停滞不前。
1982年，一个由四个阿尔巴尼亚流亡者组成的名为“班达·穆斯塔法伊”的团体试图刺杀霍查。他们的计划失败了，该团体的两名成员被杀，一名成员被捕。这是唯一一次付诸实施的刺杀霍查行动。
1980年代初，出于对政变企图的猜疑和恐惧，霍查下达了一项令人匪夷所思的命令：无论何时，只要阿尔巴尼亚空军的一架轰炸机出动，哪怕执行最常规的任务，另一架轰炸机必须紧随其后，而后爬升到这架轰炸机上方，随时准备向这架可能怀有异心的轰炸机倾泻炸弹。虽然可能性很小，但霍查认为轰炸机可能为敌对势力执行秘密任务，轰炸他的住处并推翻他的政权。在霍查去世前夕，他又下令在上一项命令的基础上再出动一架轰炸机，做好轰炸第二架轰炸机的准备。在霍查去世后短短数小时，这项计划便被取消。（内容可信度存疑）
霍查晚年偏执、多疑，甚至对所有劳动党政治局委员无一例外地进行对话监听，同时设有替身，以防暗杀。当时的阿尔巴尼亚闭关锁国，在全国范围内大建地堡，变成了与世隔绝的“地堡之国”，被外界称为“神秘的国度”。:161-163
1985年4月11日，霍查因心脏病在地拉那去世，享年76岁，結束了他长达40年的統治。

## 逝世后

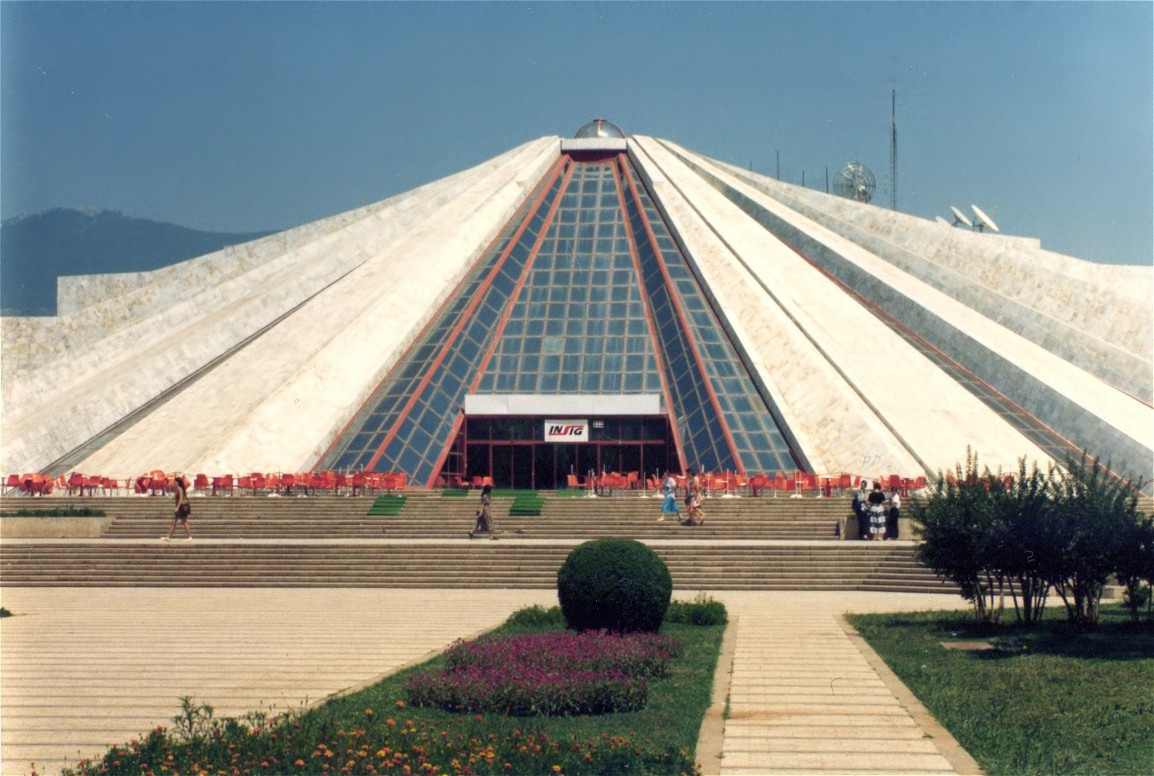
“恩维尔·霍查”博物馆（地拉那金字塔）

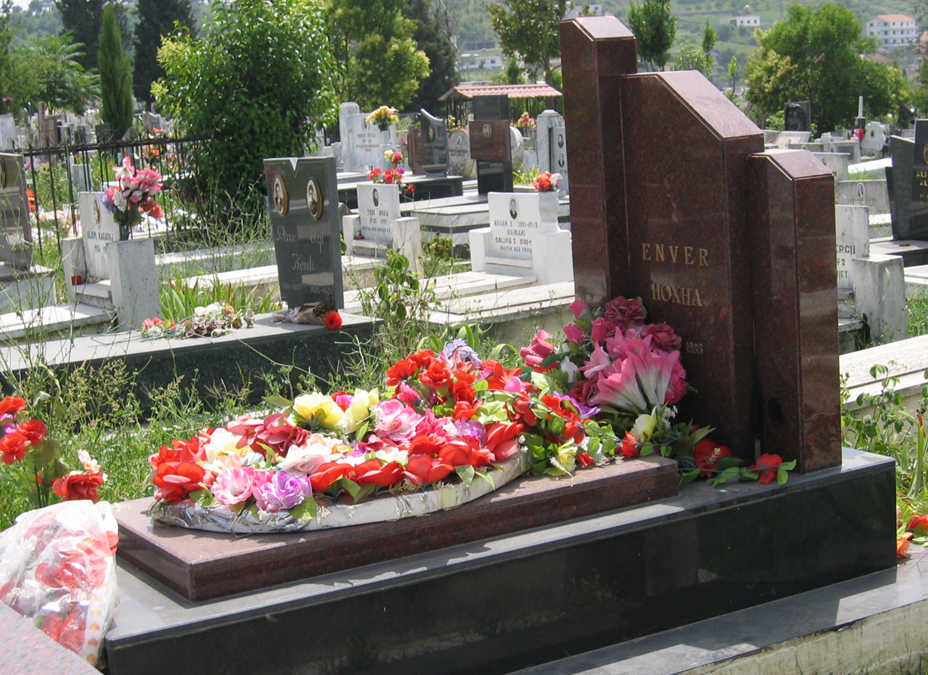
布满鲜花的霍查墓，位于地拉那萨拉平民公墓

1985年4月11日10时，阿尔巴尼亚通讯社向全世界发布有关霍查逝世的讣告，阿尔巴尼亚随即成立了以拉米兹·阿利雅为首的20人治丧委员会，宣布全国致哀七天，并降半旗致哀，戏剧、电影、音乐和体育活动一律停止。
4月13日17时30分，阿尔巴尼亚劳动党召开了特别中央全会，一致选举拉米兹·阿利雅为阿尔巴尼亚劳动党第一书记。全会同时决定：在地拉那（霍查长期工作和生活的地方）、吉诺卡斯特（霍查故乡）和科尔察（霍查青年时期读书和任教的地方）三座城市建立霍查纪念塑像；国立地拉那大学改名为恩维尔·霍查地拉那大学；先锋队组织改称恩维尔先锋队；阿尔巴尼亚第二大城市——都拉斯也更名为都拉斯-恩维尔·霍查。
特别中央全会结束后，阿利雅率政治局全体成员来到霍查遗体前，相继吻他的前额。阿利雅举起了右手，并喊道：“亲爱的领袖恩维尔同志，我们将高举你的利剑，砍倒内外一切敌人！我们宣誓！”“我们宣誓！”所有人跟着喊道。
4月15日，阿尔巴尼亚官方於地拉那的总统府为霍查举办了盛大隆重的葬礼，葬礼没有要求外国领导人参加。霍查的遺體置於總統辦公樓供民眾瞻仰。追悼会结束后，浩浩荡荡的送葬队伍沿着拉比诺特大街向东南方向行进。霍查的遗体在离市中心3公里的阿尔巴尼亚祖国烈士陵园下葬。当大理石板盖上墓穴时，在旁的所有人都痛哭起来。阿利雅手扶霍查夫人涅奇米叶，说：“像恩维尔这样的人永远不会死，他只有一个日子——生辰！”霍查的墓碑上只刻着“恩维尔·霍查 1908—”几个字，随后在全国各地竖起的标语牌上也都是“霍查同志只有生辰，没有冥日”。
阿利雅接任阿尔巴尼亚劳动党第一书记，成为阿尔巴尼亚最高领导人后，一再强调阿尔巴尼亚将“毫不动摇地坚持霍查路线”，“继续坚定地走霍查的道路”，但也对原有的政策作了一些调整。
随着东欧剧变的发生，阿尔巴尼亚的国内形势开始恶化，劳动党政权也日益动摇。1990年5月8日，阿尔巴尼亚正式宣布解除对宗教的禁令。同年夏天，阿尔巴尼亚发生了数次大规模公民出逃浪潮，历次出逃者总计有10余万人，约占阿全国人口的3.3%。7月，阿尔巴尼亚与苏联恢复了中断长达29年的外交关系。
1991年2月6日，阿尔巴尼亚新成立的第一个反对党——阿尔巴尼亚民主党主席萨利·贝里沙（曾担任霍查的保健医生，后来成为阿尔巴尼亚总统）发表文章批判霍查的个人迷信，成为否定霍查及劳动党的第一个信号弹。他在文章中称霍查是“斯大林式的独裁者，在阿尔巴尼亚建立专政，大搞残酷的阶级斗争，打击政治反对派，造成国家的贫困和孤立”，就在贝里沙批判霍查的当天，霍查大学的学生们便举行罢课、静坐、绝食、示威，要求恢复以前的校名，在动乱难以平息的情况下，当局不得不于2月20日答应了学生们要求。而就在当天下午，矗立在地拉那市中心广场上的霍查铜像被示威者推倒，其他城市的霍查塑像也遭到同样的命运。接着，首都文化宫前的“光荣属于劳动党”的巨幅标语牌被拆除，政治书店被捣毁，71卷的《霍查全集》被焚烧。同年3月15日，阿尔巴尼亚和美国建交。
1991年4月26日，阿尔巴尼亚宣布放弃一党制，实行多党制，并改国号为“阿尔巴尼亚共和国”。6月，阿尔巴尼亚劳动党改名为阿尔巴尼亚社会党。同年11月，该党召开“一大”，决定将“特别注意同劳动党的错误理论与实践及其核心人物霍查彻底划清界线。”
1992年阿尔巴尼亚烈士节（5月5日）前夕，阿尔巴尼亚议会作出了“第28号专门决定”： 把霍查等“非烈士”的遗骸迁出阿尔巴尼亚祖国烈士陵园。5月3日夜间，霍查的墓穴被挖开，棺木被撬，遗骸被迁到地拉那西南部的萨拉平民公墓。霍查的家人也先后被当局以“莫须有”的腐败罪名（涅奇米叶·霍查被指控在吊唁者前来吊唁恩维尔·霍查时，花费公款360美元用于购置杯子和玻璃器皿）送进监狱。

## 历史评判

### 影响

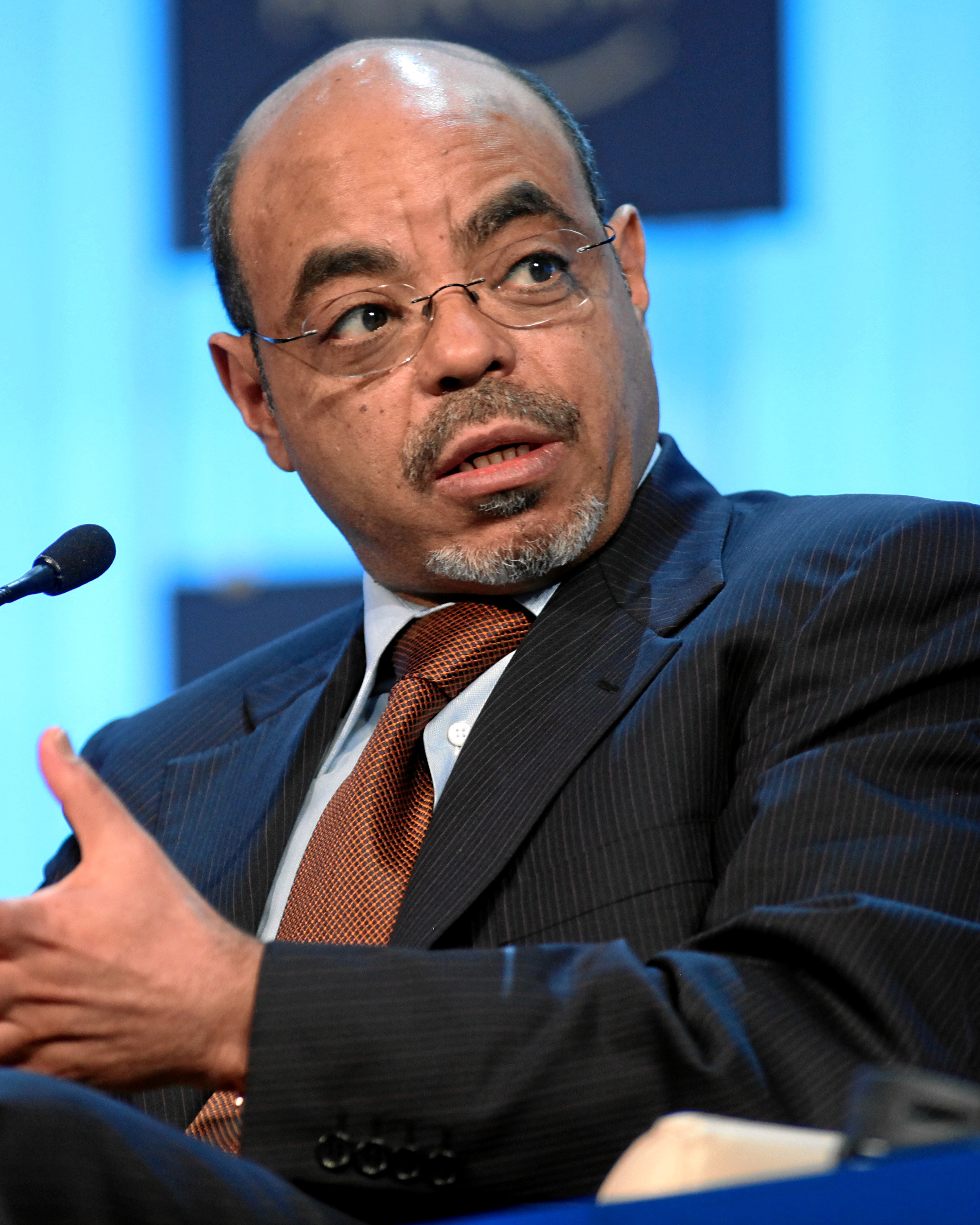
埃塞俄比亚霍查派领袖梅莱斯·泽纳维，1991年—2012年为埃塞俄比亚的实际最高领导人

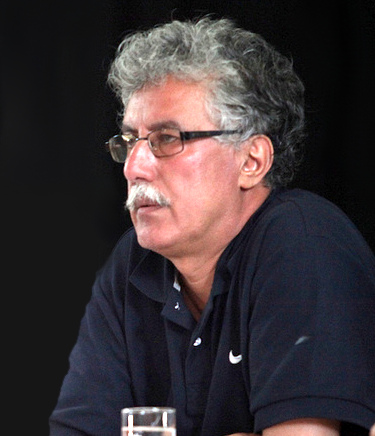
现今最知名的霍查主义者之一，突尼斯工人党和人民阵线领导人哈马·哈马米，他在2014年突尼斯总统选举中排名第三

虽然霍查在现在的阿尔巴尼亚饱受争议和批评，但他对阿尔巴尼亚影响深远。在他的统治下，阿尔巴尼亚由一个极端保守落后、各种宗教势力主导的国家变成了现代世俗国家。虽然现在还有不少阿尔巴尼亚人保留着伊斯兰教、东正教、天主教信仰，却已远不如过去虔诚，人们可以随时随意改变自己的宗教信仰。目前阿尔巴尼亚所有宗教的信徒都能和平相处，少有宗教狂热现象，跨宗教的联姻十分常见。
霍查主义理论对世界的影响也持续至今。1991年，埃塞俄比亚霍查派领导的埃塞俄比亚人民革命民主阵线武装推翻门格斯图的独裁统治，建立过渡政府，梅莱斯·泽纳维任临时总统；1994年，埃塞俄比亚新政权颁布了一部明确规定各民族人民享有分离权的进步宪法；埃塞俄比亚人民革命民主阵线的执政地位一直维持到2019年12月其自我解散。1994年，多个国家的霍查派政党在厄瓜多尔首都基多开会，成立国际组织马列主义政党和组织国际会议 (团结和斗争)，该组织活动至今。2011年，突尼斯爆发茉莉花革命，霍查派政党突尼斯工人共产党在其中扮演了举足轻重的角色。2015年，土耳其霍查派政党马列主义共产党发起成立国际自由营，支援罗贾瓦革命，成为叙利亚罗贾瓦政权的重要支持力量。在西非，一批霍查派政党（如马里劳动党、沃尔特革命共产党、多哥共产党、贝宁共产党）仍很活跃。而信奉霍查主义的哥伦比亚人民解放军至今没有放下武器，还在武装对抗哥伦比亚政府，据报道，该组织现有武装人员132人。以霍查主义为指导思想的厄瓜多尔马列主义共产党也拥有一支准军事武装：人民战士团体。在阿尔巴尼亚，一批前阿尔巴尼亚劳动党党员成立了阿尔巴尼亚共产党，继续奉行霍查主义，该党在2017年阿尔巴尼亚议会选举中，获得1029张选票，占总选票的0.07%。在2023年土耳其大選中，土耳其霍查派政党劳动党通过参加劳动和自由联盟，获得2个大国民议会席位。

### 评价

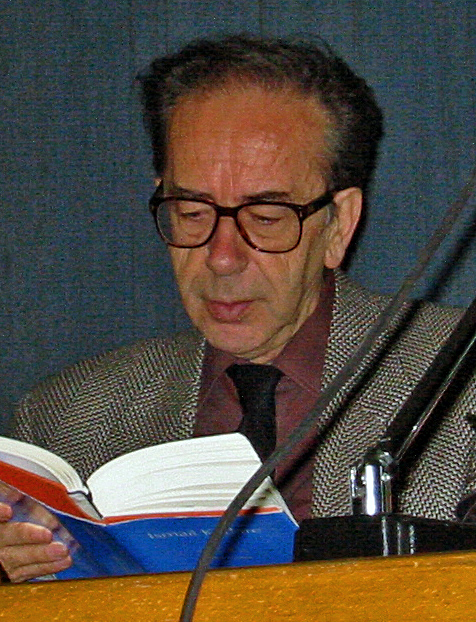
伊斯梅尔·卡达莱，霍查的同乡，阿尔巴尼亚文坛泰斗，曾经创作大量作品歌颂霍查路线，深得霍查器重

曾长期担任苏联外交部长的维亚切斯拉夫·莫洛托夫评价霍查：“他长得非常英俊，给人留下良好的印象。他相当有文化，但你能感觉得出他深受西方教育的影响。”
1985年4月11日霍查去世后，阿尔巴尼亚著名作家伊斯梅尔·卡达莱致信法国《世界报》，批评该报对霍查的攻击并维护霍查的身后名誉：“阿尔巴尼亚人民有摆脱苦难的悠久历史，因此他们很懂得为了什么而感到痛苦，如何表达和为谁而忧伤。恩维尔·霍查的名字无疑已扎下了根基，植入新阿尔巴尼亚的历史和建设。这就是决定他的个人的伟大和对他（的逝世）深切悲痛的东西。”
1990年，特蕾莎修女访问阿尔巴尼亚，亲自到霍查墓前敬献花圈，而且对霍查无一句指摘之言，还拥抱了霍查的遗孀涅奇米叶，这一举动令时人感到讶异。
1991年2月22日，时任阿尔巴尼亚劳动党第一书记的拉米兹·阿利雅面对国内的反霍查声浪，对全国发表讲话：“我想再一次强调，恩维尔·霍查是一位深深植根于民众之中的历史性人物，历史是不会根据被操纵的人们的思想来进行裁判的。雕像可以被除去，但霍查本人是不会被推倒的，因为他是人民的历史和新阿尔巴尼亚历史的化身。阿尔巴尼亚劳动党和全体阿尔巴尼亚人民为有霍查同志这样一位领袖而感到自豪。”
阿尔巴尼亚劳动党政权垮台后，在学术界，阿尔巴尼亚国内的一些历史学家和政治家对霍查基本有两种评价。阿尔巴尼亚前外交部长、持中左立场的民主社会党主席、著名历史学家巴斯卡尔·米洛认为霍查是阿尔巴尼亚既定时期——20世纪下半叶的一个“历史性人物”。他是一个复杂人物，既是独裁者，又为国家的民族解放斗争做出过宝贵贡献，也为国家在某些特定社会领域的发展做出过贡献。在对外关系方面，霍查又是一个矛盾性的人物。他在坚持国际主义和共产主义的同时却排除了阿尔巴尼亚发展的直接利益，国家利益和国际利益之间的关系不能协调起来。从民族观点来看，他是一个温和的民族主义共产党人。而阿尔巴尼亚前副议长、持右翼立场的共和党名誉主席、著名作家萨勃里·戈多认为霍查是个彻头彻尾的反面人物，极善玩弄权术的人。他的一切目的都是为了建立以他为首的劳动党专政。在他的时代如果说他做过一些好事的话，那就是扫除了全国的文盲。:137

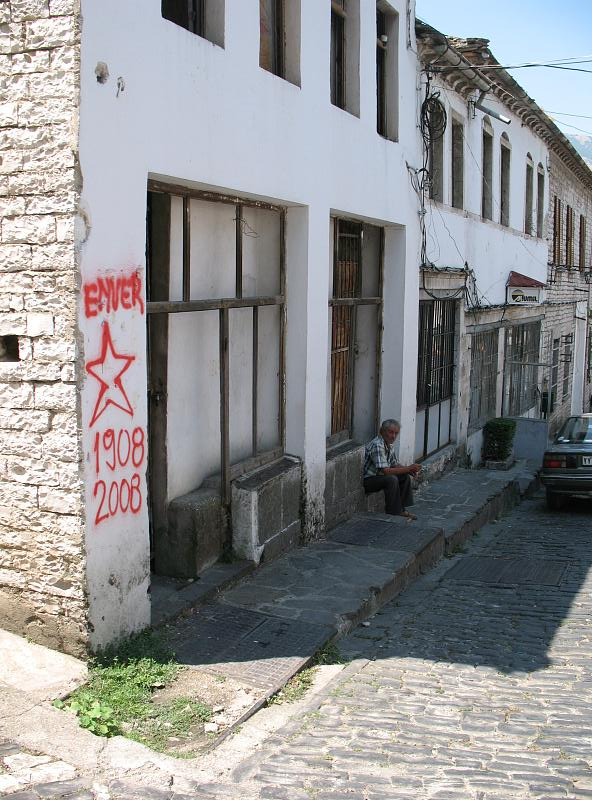
2008年，霍查故乡吉诺卡斯特街头，纪念霍查诞辰100周年的涂鸦

2000年7月，英国霍查派政党大不列颠共产主义联盟在其网站上刊载《缅怀霍查同志永生15周年》一文，对霍查极力颂扬：“恩维尔的影响力是如此之大，以至于我们提到他的时候，往往不得不加上一个‘划时代的’。”“霍查同志是伟大的革命家、思想家、政治家、外交家、军事家，一个有着非凡远见卓识的领导人。”“在霍查同志的领导下，阿尔巴尼亚成为世界上的不是超级大国的超级大国，享有无可争议的尊重。追随阿尔巴尼亚劳动党的受压迫的革命人民遍布世界各地。”“反面教材更见证了霍查同志的伟大。在他逝世后，人民的财富和人民的军队被彻底摧毁，人民面临着大规模失业。人们不得不离开他们的家园，官僚压榨着人民，犯罪、腐败、卖淫随着资本主义而散播。反动派们绞尽脑汁来诋毁霍查同志，但这是徒劳的，人民心里有数。时间越长，他的教诲越发光芒。”“霍查同志一直被任何一个诚实的人所尊敬和爱戴。他给人民留下的伟大的共产主义理论和实践的遗产在前面引导我们进行伟大而艰难的战斗。他的革命献身精神像指南针，让我们永葆共产主义理想。我们将努力实现他的遗愿，夺回阿尔巴尼亚的红色江山！”
2008年10月16日，数百名阿尔巴尼亚人在地拉那举行纪念霍查诞辰100周年的活动。在位于地拉那西郊的萨拉平民公墓里，人们齐聚在霍查墓前，并献上花圈。霍查的遗孀涅奇米叶也参加了活动，并称赞霍查是“战斗英雄，为阿尔巴尼亚建立了不朽功勋”。参加纪念活动的人们说，在霍查的领导下，阿尔巴尼亚人民在第二次世界大战中成功抗击意大利法西斯和德国纳粹的占领，并实现了阿尔巴尼亚从落后的半封建社会向现代社会的转变。而阿尔巴尼亚民主党创始人、时任总理萨利·贝里沙则在霍查诞辰100周年前夕呼吁人们与纪念活动拉开距离，并称霍查是阿尔巴尼亚民族历史上最大的暴君和独裁者。
2013年，印度霍查派政党印度共产主义起义党发表署名为伊姆丹的文章——《纪念〈帝国主义与革命〉发表35周年》，回顾并称颂了霍查的理论成就：“霍查同志在1978年发表的专著《帝国主义与革命》，是在帝国主义时代走向晚期资本主义时代的大背景下，捍卫马克思列宁主义，特别是反对20世纪下半叶两大修正主义：赫鲁晓夫修正主义与毛修正主义，写就的一本著作。这本著作足以让他成为最后一个伟大的列宁主义者。”
2015年12月，英国工党领袖杰里米·科尔宾在工党为党务人员举办的一个基督教节庆派对上引用了霍查1967年的讲话：“今年将比去年更艰难。另一方面，它将比明年更好过。”并称霍查是一个“坚强的领袖”。
2016年，欧洲安全与合作组织进行一项调查，结果显示有45%的阿尔巴尼亚人对霍查持肯定态度，另有42%的阿尔巴尼亚人对其持否定态度。

## 个人生活
霍查被形容为长相英俊、身材魁梧，颇具个人魅力。他平时喜欢穿灰色西装，繫暗红色领带。:129霍查是一位熟练的组织者和多才多艺的政治家，口才极佳，擅长当众演讲，常在报纸上发表言辞激烈的政论文章，富有鼓动性。:127:15截止1991年，《霍查全集》已出版了71卷。霍查虽独揽大权，却未利用权力敛财，其亲属除所挣基本工资外，没有多少财产。霍查是一个性格矛盾的人，一方面非常善感，在观看少年儿童演出时甚至会流泪，同时又能够极其冷酷地签署处死某人的决定。:193霍查热爱曾经留学过的法国，曾努力以法国为榜样来制定阿尔巴尼亚人民共和国第一部宪法，早在打游击时就十分敬佩戴高乐，一向为真正了解法国的历史和文化而自豪。霍查既崇拜斯大林和阿尔巴尼亚民族英雄斯坎德培，又赞赏巴尔扎克、蒙田、莎士比亚和莫里哀等天才知识分子。由于霍查受过西方教育并且有当过学校人文学科教师的经历，他似乎对文学、戏剧、哲学，特别是教育科学相当熟悉。霍查还是一位嗜书之人，饱览欧洲文学名著，且对英国推理小说作家阿加莎·克里斯蒂的书极为着迷。他能讲一口流利的法语，并通晓俄语、英语、意大利语和塞尔维亚-克罗地亚语。他被描绘为“一手拿着无产阶级专政的利剑，一手举着向西方学习的明灯”的形象。:16

### 家庭
霍查的妻子是涅奇米叶·霍查，曾担任阿尔巴尼亚一系列重要党政职务。她于1945年元旦与霍查结婚，两人共育有3个子女：长子伊利尔·霍查，1961年生；次子索科尔·霍查，1964年生；女儿普兰维拉·科拉内齐。在阿尔巴尼亚劳动党政权垮台后贝里沙当局的政治清算下，霍查家的所有财产全部被没收。霍查夫人被判入狱9年，实际执行5年。出狱后，霍查夫人靠每月30美元的退休金过活。在科索沃战争期间，霍查夫人公开表态支持北约和科索沃民族主义者。她是1991年成立的阿尔巴尼亚共产党的成员。霍查的长子伊利尔生活在地拉那，從事个体经营，还出版了两本回忆父亲生平的书。小儿子索科尔夫妇从事外贸经营，因业务关系，还曾几次到过中国。女儿普兰维拉和丈夫从事私营建筑设计，收入丰厚。

## 主要著作
霍查著述颇丰，主要有：

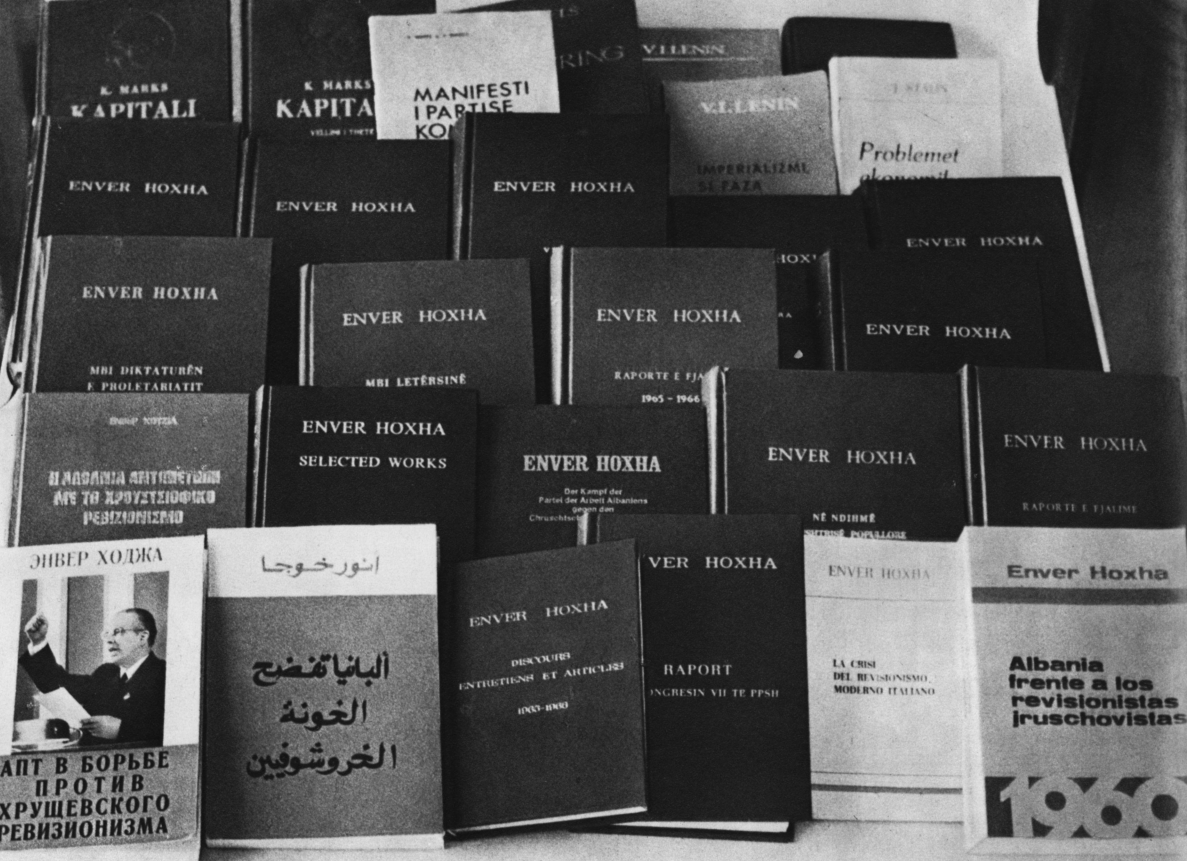
被翻译成多种文字的霍查著作

- 《霍查选集》1-25卷（1968—1976年发表）
- 《赫鲁晓夫分子》（1976年发表）
- 《帝国主义与革命》（1978年发表）
- 《南斯拉夫“自治”—资本主义理论与实践》（1978年发表）
- 《中国纪事》（1978年发表）
- 《欧洲共产主义是反共产主义》（1980年发表）
- 《同斯大林在一起：我与斯大林会谈的回忆录》（1981年发表）
- 《铁托分子》（1982年发表）[105][106]

## 在流行文化中
阿尔巴尼亚著名作家伊斯梅尔·卡达莱1971年发表的、以“石头城”吉诺卡斯特为主题的小说《石头城纪事》中，数次提到恩维尔·霍查，提到他是“石头城”人，在法国读过书，由于怕被人认出所以戴副墨镜，针对他的通缉令上有悬赏金额，还提到他要打一场新型战争。
在2005年上映，由法国、希腊、波兰、西班牙、保加利亚五国联合制作的电视剧《巴尔干最后的贵族》中，保加利亚演员佩塔尔·波普奥尔丹诺夫扮演恩维尔·霍查。